# Hexenverfolgung

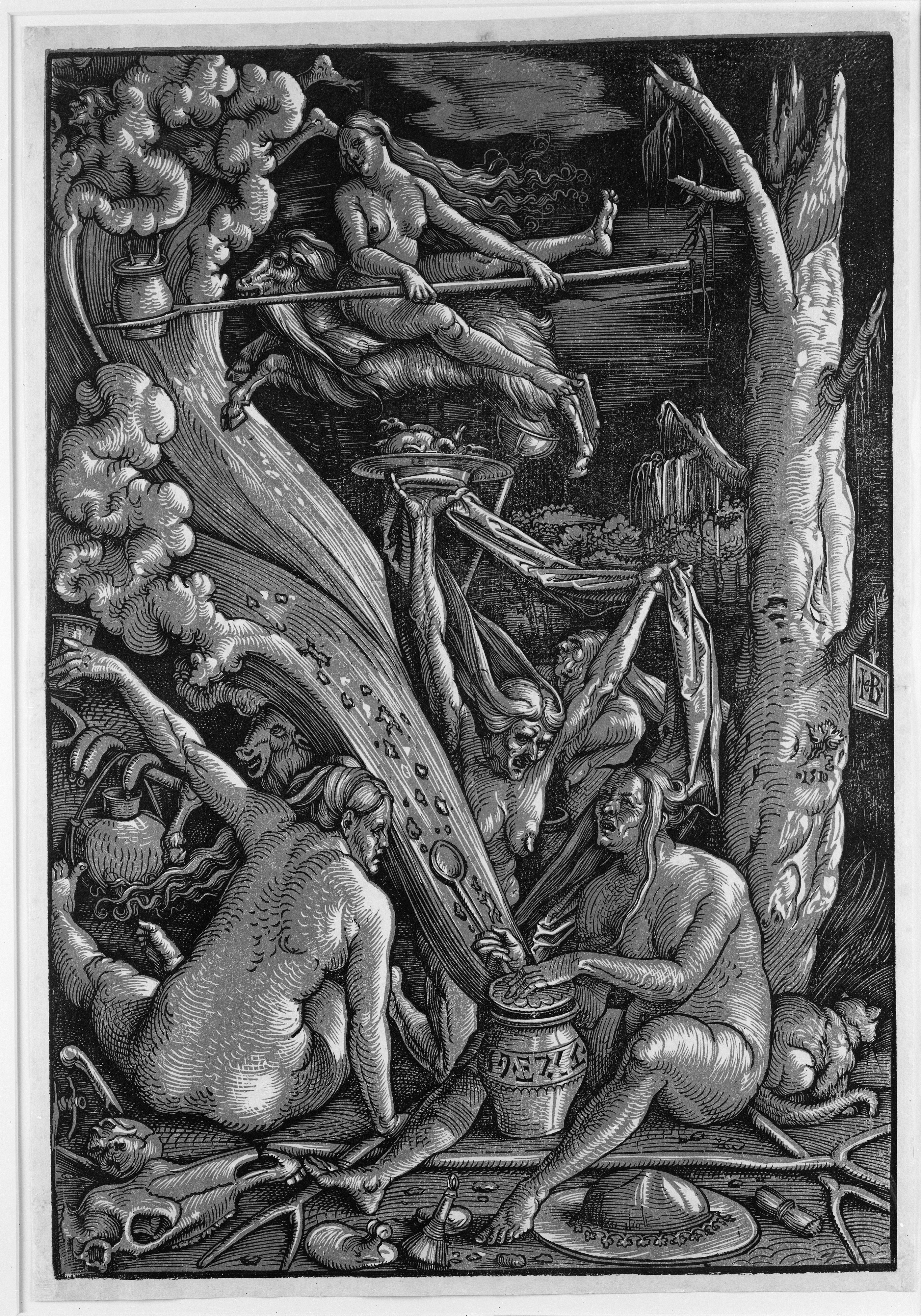
Der Hexensabbat, Holzschnitt Hans Baldungs von 1510, der das Bild von Hexen mit popularisierte

Als Hexenverfolgung bezeichnet man die Festnahme, Folter und insbesondere Hinrichtung von Personen, von denen geglaubt wird, sie praktizierten als Hexe Zauberei bzw. stünden mit dem Teufel im Bunde. In Mitteleuropa fand sie vor allem während der Frühen Neuzeit statt. Global gesehen ist die Hexenverfolgung bzw. der sogenannte Hexenwahn bis in die Gegenwart verbreitet.
Der Höhepunkt der Verfolgungswelle in Europa liegt zwischen 1550 und 1650. Die Gründe für die gegenüber dem Mittelalter in der Frühen Neuzeit deutlich verstärkte massenhafte Verfolgung in einigen Regionen sind vielfältig. So gab es zu Beginn der Neuzeit eine Vielzahl an Krisen wie die Kleine Eiszeit, pandemische Seuchen und verheerende Kriege. Außerdem konnte es erst strukturell zu massenhafter Verfolgung kommen, als einzelne Aspekte des Magieglaubens in das Strafrecht der frühmodernen Staaten übertragen wurden. Hexenverfolgungen wurden sowohl mit Hilfe der Gerichtsbarkeit, teilweise auch gegen den Willen der Obrigkeit eingefordert und durchgeführt.
Insgesamt wurden in Europa im Zuge der Hexenverfolgung geschätzt 40.000 bis 60.000 Personen wegen Hexerei hingerichtet. Frauen stellten in Europa etwa fünf von sechs Opfern.
Moderne Hexenverfolgungen sind teilweise noch in Afrika, Asien, Ozeanien und Amerika anzutreffen.

## Altertum
Der Glaube an Zauberer ist bereits in den alten Hochkulturen nachzuweisen. Magische Praktiken wurden sorgfältig beobachtet und oft als Schwarze Magie gefürchtet. Sowohl in Babylonien (Codex Hammurapi: Wasserprobe) als auch im Alten Ägypten wurden Zauberer bestraft. Nach dem Zwölftafelgesetz der Römer wurde negativer Zauber mit dem Tod bestraft (Tafel VIII). Allerdings kam es nirgends zu einer gezielten Verfolgung von vermeintlichen Hexen wie später in der Frühen Neuzeit.
Das Alte Testament verbietet Zauberei (Lev 19,26 ) und fordert auf: „Eine Hexe sollst du nicht am Leben lassen“ (Ex 22,17 ). Das Neue Testament kennt den Glauben an „böse Geister“, z. B. Jesu Heilung eines Besessenen durch seine Erlaubnis an die Dämonen, in eine Schweineherde zu fahren (siehe Mk 5, 1–20 ). Nach der Apostelgeschichte schlägt Paulus einen Zauberer temporär mit Blindheit (Apg 13,4–12 ).

## Mittelalter

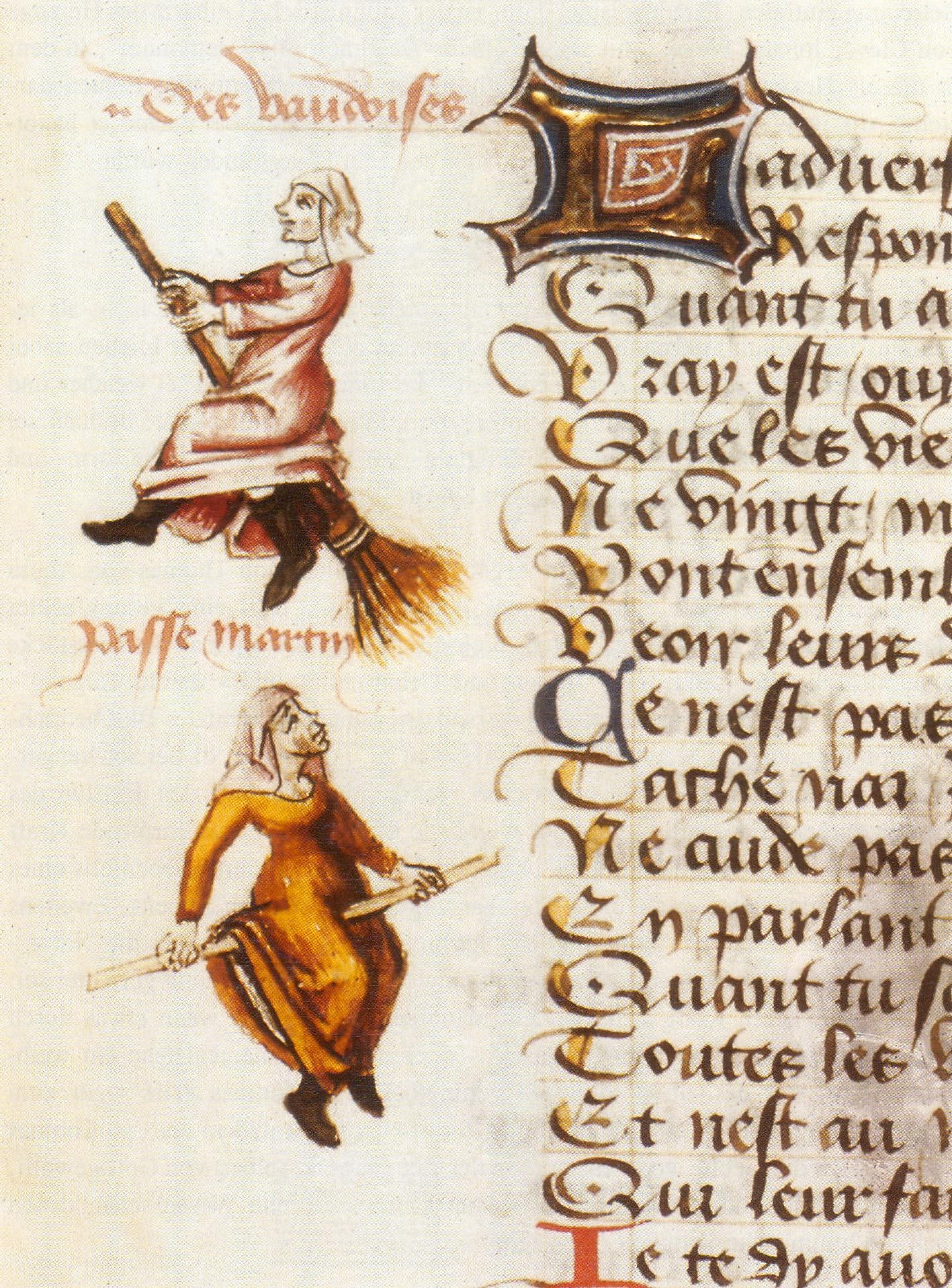
Hexenflug der „Vaudoises“ (hier Hexen, ursprünglich Waldenser) auf dem Besen, Miniatur in einer Handschrift von Martin Le Franc, Le champion des dames, 1451

Während die alte Kirche die mit Hexerei verbundenen Ansichten und Praktiken als Aberglaube (vgl. Canon episcopi) abgelehnt hatte, kam es mit der Christianisierung zu einer Neu- und Umdeutung paganer Glaubensvorstellungen.
Die vorchristlichen Kulte wurden im Frankenreich als zu unterdrückender Aberglaube eingestuft. In der Capitulatio de partibus Saxoniae wurden Hexenverbrennungen im Jahr 782 erwähnt und ausdrücklich verboten: „Todesstrafe erleidet der, der vom Teufel getäuscht, nach heidnischer Sitte wähnt, irgendein Mann oder eine Frau sei Hexe und Menschenfresser und sie deshalb verbrennt oder deren Fleisch verzehrt bzw. zum Verzehr weitergibt.“
Im karolingischen Frühmittelalter gab es somit keine systematische Hexenverfolgung. Dieser blieb von kirchlicher Seite her vor diesem Hintergrund jahrhundertelang ein relativ stabiler Riegel vorgeschoben; im Einzelfall konnten einschlägige „Verbrechen“ jedoch geahndet werden.

### Theologische Diskurse
Im Vertrauen auf die Macht Gottes dominierte in der frühchristlichen Theologie der fundamentale „Zweifel an der Wirksamkeit jeglicher Zauberei“. Außerdem war sie überzeugt, dass die Dämonen keinerlei Macht über gläubige Christen erlangen könnten. Die „heidnischen“ Götter wurden polemisch mit bloßen Dämonen gleichgesetzt. Bis ins 13. Jahrhundert hinein war die offizielle kirchliche Überzeugung, der „Glaube an Zauberei“ sei „heidnische Irrlehre und Einbildung“ und solle „durch Kirchenstrafen wie Bußen oder – in schweren Fällen – durch Ausschluss aus der Gemeinschaft geahndet werden“.
Allerdings setzte schon in frühchristlichen Zeiten ein theologischer Diskurs ein, der sich für spätere Zeiten als außerordentlich verhängnisvoll erweisen sollte: die Verknüpfung von Zauberei und Dämonologie im sogenannten Teufelspakt. Erstmals ausgearbeitet hat diesen Augustinus von Hippo († 430) in seinem Werk De doctrina christiana von 397 n. Chr. Allerdings handelte es sich dabei um eine sehr unspezifische, theoretische Überlegung, die vermutlich lediglich als metaphorisches Bild Bedeutung hatte. Rezipiert wurde diese Lehre im Hochmittelalter, v. a. auch von Thomas von Aquin († 1274), der die Existenz eines straff organisierten „Dämonenstaates“ mit vielen verführten menschlichen Anhängern ersann, was im Vergleich zur Vorstellung zauberkundiger „Einzelkämpfer“ einen wesentlichen „Qualitätssprung“ darstellte. Diese Vorstellung einer mächtigen, geschlossenen Gegenpartei erforderte daher eine sehr viel schärfere Verfolgung und Sanktionierung. Der Abschluss des Teufelspaktes erfolgte laut Thomas durch Geschlechtsverkehr zwischen Mensch und Dämon. Eine solche Begründung erklärt sich daraus, dass Thomas generell Sex nur um der Lust willen als sündhaft ansah. Die Hauptsorge der Kirche galt allerdings im 12.–14. Jahrhundert vor allem den Katharern, aus ihrer Sicht die „Erz-Ketzer“ (etymologisch leitet sich „Ketzer“ auch von „Katharer“ ab). Neben Gewaltanwendung spielte bei der Bekämpfung dieser Glaubensbewegung auch der „Propaganda-Krieg“ eine wichtige Rolle: Man unterstellte den Katharern u. a. Schwarze Magie, Teufelspakte und sexuelle Ausschweifungen. Davon ausgehend wurde bald die „Sekte der Hexen und Zauberer“ mit den übrigen Ketzern in ihren Praktiken und ihrer Gefährlichkeit gleichgestellt.
Ergänzt wurde der Hexen-Diskurs auch noch aus einer anderen Richtung: dem traditionellen christlichen Antijudaismus. Die Juden wurden von ihrer Umgebung durch alle nur möglichen Anschuldigungen diffamiert (Ausübung satanischer Riten, Schadenzauber, Brunnenvergiftung usw.), die sich einfach auf Hexen und Zauberer übertragen ließen (vgl. den Hexensabbat).
Die ersten Belege für den deutschen Begriff „Hexe“ im Kontext gerichtlicher Verfolgung finden sich, wie Oliver Landolt zeigen konnte, in den Frevelbüchern der Stadt Schaffhausen aus dem späten 14. Jahrhundert. In Luzern erscheint der Begriff erstmals zwischen 1402 und 1419.
Die weit verbreitete Meinung, Hexenverfolgungen seien hauptsächlich eine Erscheinung des Mittelalters gewesen, ist daher falsch.

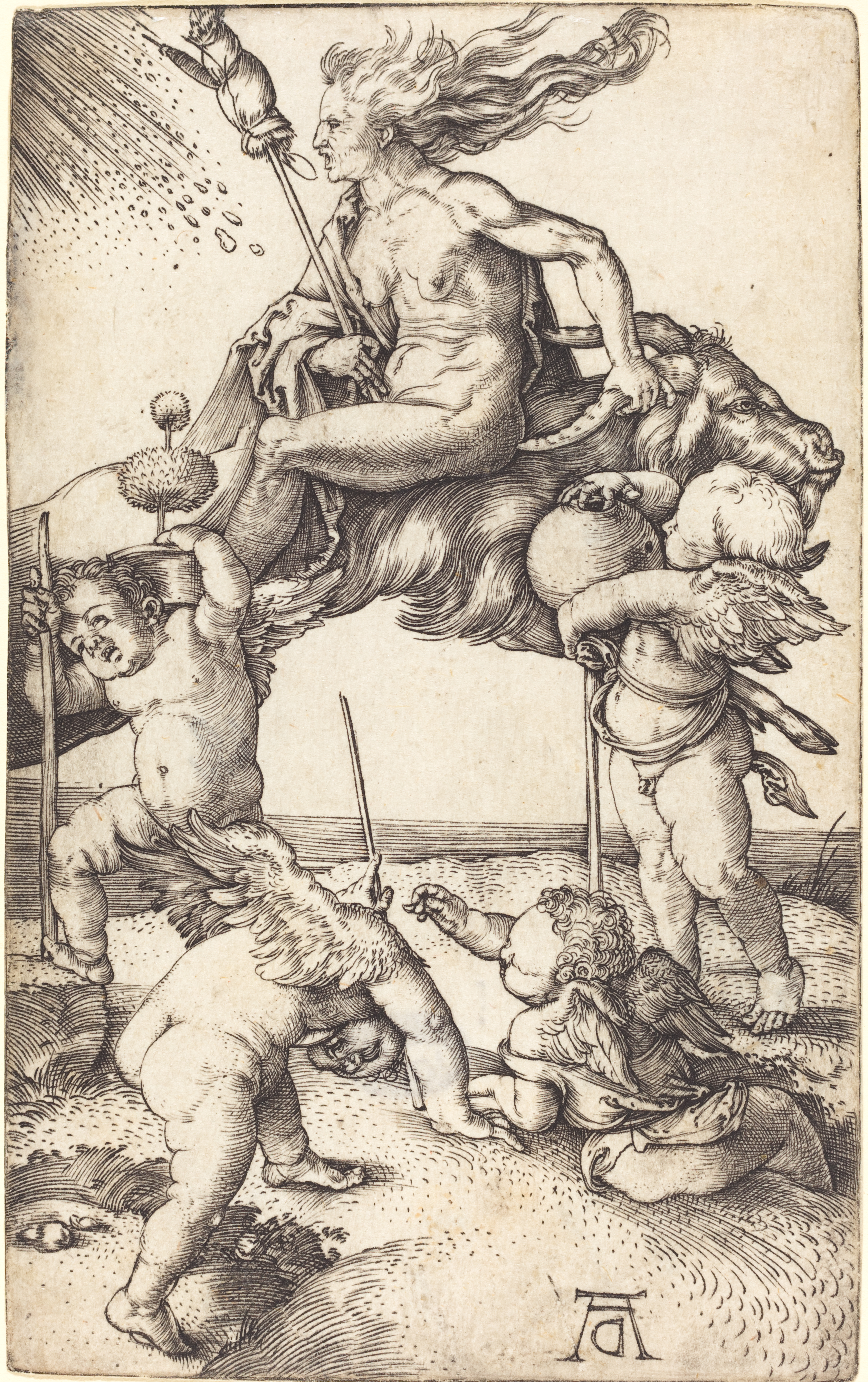
Die Hexe, der ambivalente Kupferstich Albrecht Dürers von 1500/01 verbindet Aberglauben mit Renaissancemotivik

### Inquisition
Ebenso falsch ist die Meinung, die großen Wellen neuzeitlicher Hexenverfolgung seien vorrangig von der kirchlichen Inquisition angestrebt oder ausgeführt worden. Erste vereinzelte Verurteilungen von Hexen gab es im 13. Jahrhundert mit dem Aufkommen der Inquisition, wobei jedoch die Zielsetzung der Inquisition zu beachten ist: Zielten die in der Frühen Neuzeit dominierenden Hexenprozesse weltlicher Gerichte auf die Bestrafung vermeintlich Schuldiger ab, strebte die Inquisition die Umkehr und Rekonziliation der Beschuldigten an, was sich in der weniger häufigen Anwendung der Todesstrafe ausdrückte. Darüber hinaus war das Hauptaugenmerk der Inquisition nicht auf Hexen, sondern auf Häretiker gerichtet. Diese Priorität wird deutlich in der Anweisung Papst Alexanders IV. vom 20. Januar 1260 an die Inquisitoren, Hexen seien nicht aktiv zu verfolgen, sondern auf Anzeigen hin festzunehmen. Prozesse gegen Hexen sollten bei Zeitmangel zurückgestellt werden, die Bekämpfung von Häresien habe Vorrang. Die staatliche spanische Inquisition, gegründet im späten 15. Jahrhundert, lehnte Hexenverfolgung zum Teil ab. Die im 16. Jahrhundert folgende römische Inquisition schritt sogar wiederholt gegen Hexenverfolgungen ein.
Der Zusammenhang zwischen Inquisition und Hexenprozessen ergab sich historisch vor allem durch Heinrich Kramer, Inquisitor der Ordensprovinz Alemannia des Dominikanerordens und maßgeblicher Verfasser der Hetzschrift Hexenhammer (nach einer umstrittenen päpstlichen Bulle konnte er sogar überall, wo er wollte, Inquisitionsprozesse einleiten). Obwohl die von Kramer selbst angestrengten Inquisitionsprozesse oft erfolglos blieben, weil die lokalen kirchlichen Autoritäten ihn nicht unterstützten, hatte die Schrift eine verstärkte Hexenverfolgung zur Folge, teilweise aber nicht immer durch kirchliche Inquisitoren. Auch andere, weniger einflussreiche Inquisitoren des Dominikanerordens wie Nicolas Jacquier taten sich als Begründer von Hexenverfolgung hervor.

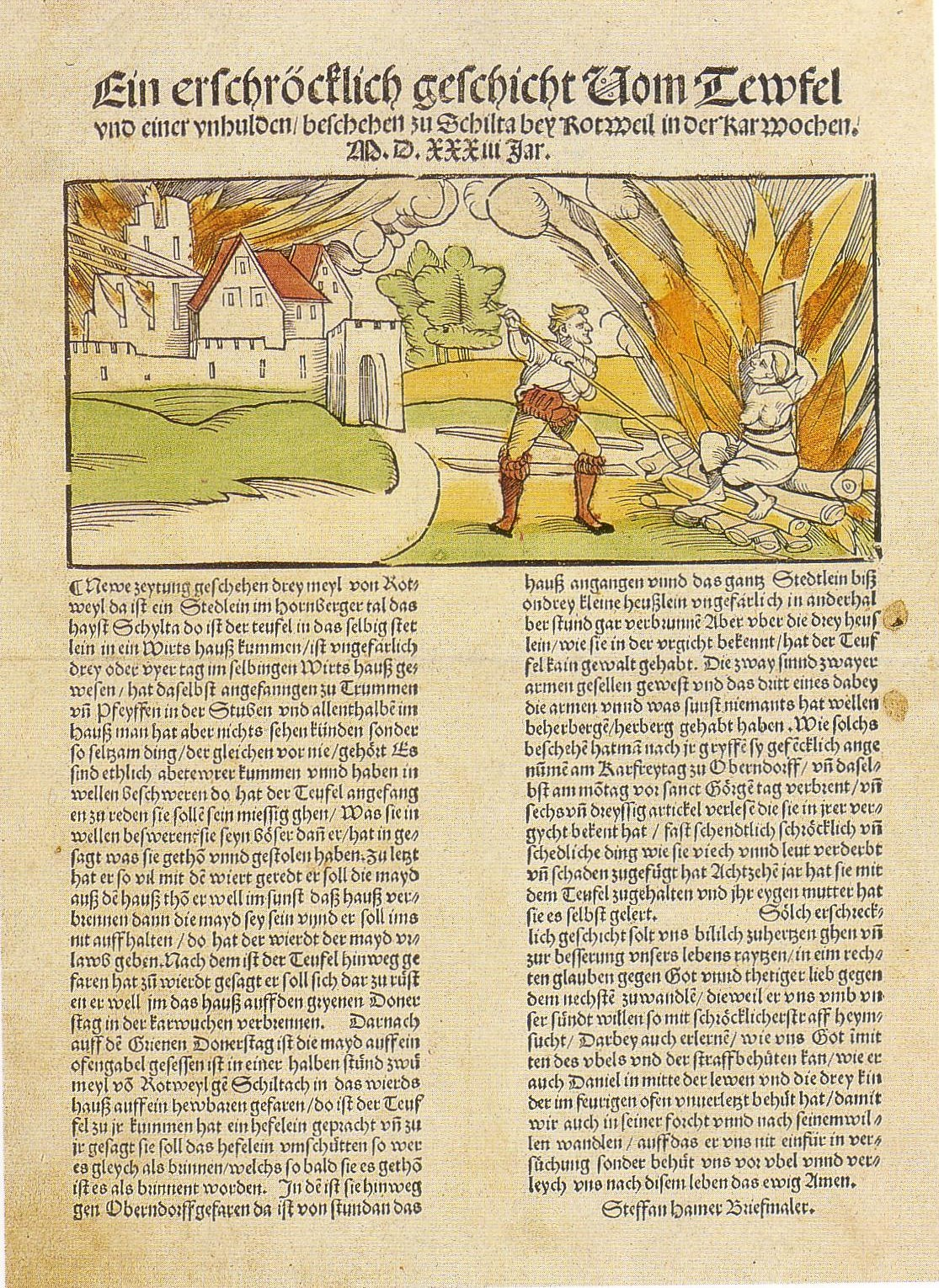
Flugblatt mit der Verbrennung einer vermeintlichen Hexe, die 1531 mit dem Teufel die Stadt Schiltach verbrannt haben soll

## Frühe Neuzeit
Die Hexenverfolgungen in Europa fanden überwiegend in der Frühen Neuzeit statt, von 1450 bis 1750. Ihre Höhepunkte erreichten sie zwischen 1550 und 1650, in Österreich bis 1680. Am stärksten waren das Heilige Römische Reich und die daran angrenzenden Gebiete betroffen. Nach Schätzungen entfielen allein auf Deutschland 40.000 Hexenverbrennungen, und damit mehr als die Hälfte der gesamteuropäischen Zahl.

### Schwere Krisen am Übergang vom Mittelalter zur Neuzeit
Zur massiven Verunsicherung der Menschen trug ab dem 15. Jahrhundert die Kleine Eiszeit in Europa bei, die zur spätmittelalterlichen Agrarkrise, zu „Teuerung“ (Inflation) und Hungersnöten führte. Das ungünstige Klima schlug sich für die Menschen oft in konkreten katastrophalen Extremwetterereignissen nieder (Hagel, Unwetter usw.), was in einer ganz überwiegend agrarisch geprägten Gesellschaft schnell zu existentieller Not führen konnte. Verschiedene Seuchen fanden unter den oftmals geschwächten Menschen leichte Opfer. Berüchtigt ist der Schwarze Tod (die Pest), der von 1347 bis 1353 zum ersten Mal und pandemisch in Europa ausgebrochen wütete und den Kontinent bis ins 18. Jahrhundert hinein immer wieder in Angst und Schrecken versetzte. Viele Menschen kamen zu der Ansicht, der Kirche fehlten befriedigende Antworten auf das Massensterben.
Der Alleinvertretungsanspruch der Kirche wurde aber noch fundamentaler und offener in Frage gestellt: Während häretische Bewegungen im Spätmittelalter meist noch unterdrückt wurden, zerbrach mit der Reformation ab 1517 der Anspruch der Kirche, „katholisch“, also allumfassend zu sein. Auch Kriege trugen zur Verunsicherung bei. In Mitteleuropa kam es beispielsweise während des verheerenden Dreißigjährigen Krieges von 1618 bis 1648 vermehrt zu Hexenprozessen.
Diese Bündelung von Krisenerscheinungen ging für viele mit einer massenhaften psychischen Erschütterung des Weltbildes und dem Verlust sicher geglaubter Wahrheiten einher und konnte sich bis zur Erwartung der nahen Apokalypse steigern. Die Suche nach Sündenböcken stellt in solchen existentiellen Notsituationen eine anthropologische Konstante dar. Hexenverfolgungen waren demnach Ausdruck weit verbreiteter Ängste und Massenhysterien, die sich oft als regelrechte Volksbewegungen und sogar gegen den Willen der staatlichen Obrigkeit und der Kirchen äußerten. Bei den spätesten Verfolgungswellen im 17. Jahrhundert, etwa bei den Hexenprozessen von Salem in Massachusetts, nahmen die Verfolger Beschuldigungen durch Kinder ernst, die einer Massenhysterie erlegen waren.

### Begünstigung der Verfolgung durch strukturelle Umstände
- An vielen Universitäten wurde die Verfolgung von Hexen in den verschiedenen Fakultäten theoretisch diskutiert und gefördert; durch die europaweite Vernetzung der Akademiker fanden derartige Ideen weite Verbreitung.
- Ähnlich wirkte die um 1450 erfundene Innovation des Buchdrucks. Diese Medienrevolution ermöglichte es erst, die neuesten „Erkenntnisse zum Zauberunwesen“ einem größeren Publikum nahezubringen. Das Privileg der Zensur lag dabei meist auf Seiten der Befürworter von Hexenverfolgungen, so dass sie die Publikationstätigkeit dementsprechend steuern konnten.Ref?
- Im verhältnismäßig immer noch dichter besiedelten Mitteleuropa verbreiteten sich neue Vorstellungen gegenüber Zauberern schneller als in dünner besiedelten Peripheriegebieten.[14]

### Rolle der Kirchen und der Konfessionalisierung
Die Kirchen spielten hierbei eine zwiespältige Rolle. Zwar gab es wirkungsmächtige Hexentheoretiker, die Geistliche waren, insbesondere der dominikanische Autor des berüchtigten Hexenhammers Heinrich Kramer. Allerdings musste er zeitlebens gegen kirchlichen Widerstand kämpfen, etwa in Innsbruck, wo er vom Bischof des Landes verwiesen wurde. Die Kölner Inquisition verurteilte die unethischen und illegalen Praktiken des Hexenhammers, da sie nicht im Einklang mit der katholischen Lehre standen. Ebenso kamen viele der wichtigsten Gegner der Hexenverfolgung aus der Kirche (u. a. Johannes Brenz, Johann Matthäus Meyfart, Anton Praetorius, Friedrich Spee und Johann Weyer).
Aufgrund der Erbsündenlehre, die Eva als Hauptverantwortliche des Sündenfalls ansah, ließ häufig Misogynie Frauen als „leichtes Einfallstor“ für den Teufel erscheinen und wurden regions- bzw. konfessionsabhängig öfter zu Opfern als Männer. Auf Grundlage der katholischen Vulgata-Übersetzung von Ex 22,17  – „Die Zauberer sollst du nicht leben lassen.“ – kam es in katholischen Gebieten durchschnittlich häufiger zur Verurteilung auch von Männern als in protestantischen Gebieten, in denen man sich auf die Übersetzung der Lutherbibel, „Eine Hexe sollst du nicht am Leben lassen“, stützte.
Unheilvoll wirkten immer wieder Prediger, die die theologische Dämonologie an die Bevölkerung effektiv vermittelten und so der Unsicherheit der Menschen oftmals eine Richtung und Schlagkraft verliehen.
Historisch widerlegt ist hingegen die weit verbreitete Vorstellung, „die Inquisition“ sei für die Durchführung der Hexenprozesse verantwortlich gewesen. Faktisch gab es in Ländern, in denen sich die Inquisition durchsetzen konnte, eine viel geringere Anzahl an Hexenprozessen, und auch die Folter war eingeschränkt (z. B. in Spanien, Italien, Irland und Portugal kam es zu wenigen Hinrichtungen von „Hexen“).
Konfessionelle Konflikte, aber auch Familien- und Vermögenskonflikte, Konkurrenzen diverser Art oder einfach der Wunsch, unliebsame Außenseiter auszuschalten, konnten Hexenverfolgungen auslösen. Wo aber die Gesellschaft nicht konfessionell gespalten war (etwa in Südeuropa), trat das Phänomen kaum oder nur in gemäßigter Form auf.

### Rolle der weltlichen Obrigkeit und der Denunziation
Für den Bereich der Hexenprozesse bleibt festzuhalten, dass die Verfahren in erster Linie von weltlichen Institutionen angestrengt und vor staatlichen Gerichten verhandelt wurden. Prinzipiell musste die weltliche Herrschaft bereit sein, Hexenprozesse zu fördern oder wenigstens zu tolerieren und ihren Verwaltungs- und Justizapparat hierfür zur Verfügung zu stellen. Dabei waren kleine und mittlere Herrschaften anfälliger für massive Hexenverfolgungen als große Territorialstaaten. Klein- und Kleinststaaten (wie sie am häufigsten auf dem Territorium des Heiligen Römischen Reiches vorkamen) verfügten oft nur über schlecht ausgebildete Richter, deren Entscheidungen auch nicht durch einen geregelten Instanzenweg auf höherer Ebene hätten revidiert werden können. Außerdem fühlten sich staatlich Verantwortliche im überschaubaren Dunstkreis kleiner Herrschaften sehr viel öfter selbst mittelbar oder gar unmittelbar von vermeintlicher Hexerei in der Nachbarschaft betroffen. Des Weiteren kämpften viele alte Herrschaften darum, ihre Gerichtsbarkeit nicht an die sich bildenden frühen Nationalstaaten zu verlieren. Eigenmächtige Prozesse gegen Hexen dienten hier der Legitimation.
Materielle Motive spielten bei vielen Denunziationen eine wichtige Rolle; schließlich wurde der Denunziant anteilsmäßig am zu verteilenden Besitz des Opfers beteiligt. Analog konnten schlicht Antipathie oder Nachbarschaftsstreitigkeiten eine der Parteien auf den Scheiterhaufen bringen. Aber wenn eine begrenzte Verfolgung bei entsprechend robustem Auftreten der Denunzianten oft auch gegen weltliche und geistliche Obrigkeiten möglich war, so benötigten systematischere und ausgedehntere Aktionen doch meist eine mehr oder minder große Übereinstimmung zwischen Staatsgewalt, Kirchenvertretern und Volk.

### Hexenprozesse als Massenphänomen
Sobald die Hexenprozesse einen gewissen Umfang erreicht hatten, waren u. a. folgende Faktoren oft „Katalysatoren“ für immer weiter reichende Verfolgung:
- Die Legalisierung von Folter in vielen europäischen Rechtssystemen, welche seit dem Hochmittelalter bei anderen Vorwürfen (beispielsweise bei einigen Kapitalverbrechen) Anwendung fand,[17] führte zu vielen „Geständnissen“.
- Die oft unter Folter erpressten Geständnisse der Beschuldigten überzeugten viele bisher Unbeteiligte von der Richtigkeit und Gefährlichkeit der Vorwürfe bzw. der Existenz von Hexerei allgemein.
- Zu den üblichen Fragen an die Beschuldigten zählten die nach Komplizen. Auch hier führte Folter dazu, alle möglichen Bekannten „zu besagen“, um der Pein ein schnelles Ende zu bereiten.
- Je mehr die Hexenverfolgung auf einem Territorium zum Massenphänomen geworden war, desto gefährlicher wurde Kritik an den Prozessen und desto weniger wurde solche noch geübt.
- Bewohner von Nachbarterritorien wünschten sich oftmals, ihre Obrigkeit würde genauso konsequent gegen das „Hexenunwesen“ vorgehen, und übten entsprechend Druck aus.[14]
- Eine massenpsychologische Deutung findet sich bei Kurt Baschwitz (Amsterdam 1948) im Anschluss an Freud (1921).[18][19] Nicht die Opfer, sondern die Täter unterlagen einer massenpsychologischen Täuschung.
- Eine tiefenpsychologische Deutung weist auf das Paradoxon hin, dass der Höhepunkt der Verfolgungswelle in Europa zwischen 1550 und 1650 lag und damit dem philanthropischen Aspekt der beginnenden Aufklärung widerspricht. Die spekulative Erklärung J. Jacobis (1940) liegt darin, dass die durch den Glauben an Götter und Dämonen fixierte seelische Energie während des Mittelalters nun infolge Aufklärung über deren Realitätscharakter keine Projektionsobjekte mehr besaß und sie daher kollektiv an Personen festmachte, die diesen Impulsen zuvor nicht in diesem archaischen Maße ausgesetzt waren.[20] Die Psychoanalytikerin Evelyn Heinemann beschreibt, wie gerade alte und sozial schwache Frauen, denen ein Unrecht zugefügt wurde, in das Muster der Hexenbeschuldigung gerieten. Aufgrund des begangenen Unrechts fürchteten die Hexenbeschuldiger die Rache der Frauen, die ihrer Meinung nach über magische Kräfte verfügten, da Hexen über die Teufelsbuhlschaft, dem Geschlechtsverkehr mit dem Teufel, Schadenzauber betreiben konnten.[21]

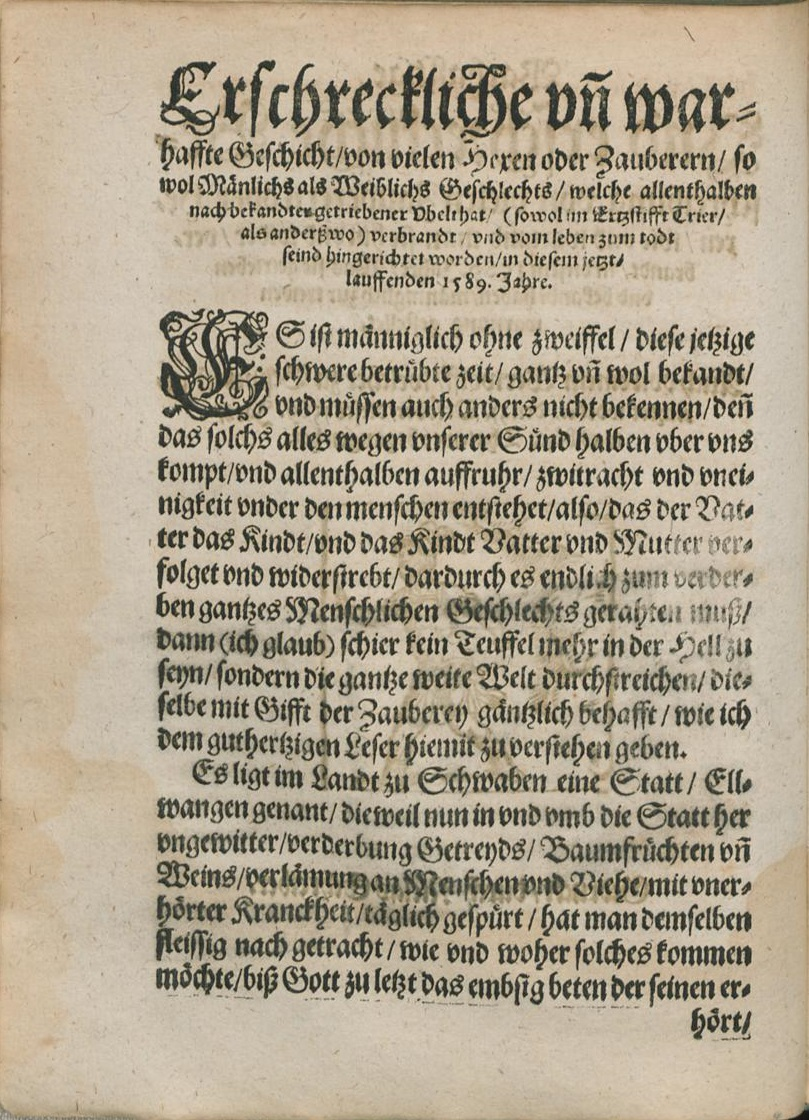
Erschreckliche un warhaffte Geschicht/ von vielen Hexen un Zauberern, sowol Mänlichs als Weiblichs Geschlechts... Flugschrift Nikolaus Schreibers zu Hexenverbrennungen in Trier und Ellwangen 1589

### Regionale Verbreitung
Im Heiligen Römischen Reich gab es Verfolgungsschwerpunkte wie zum Beispiel Thüringen, das Rheinland, Westfalen (etwa die Hexenverfolgung im Herzogtum Westfalen), die katholischen Hochstifte im deutschen Reich, z. B. Hexenprozesse in Würzburg oder in Bamberg, wo sie 1622 respektive 1623 an Intensität zunahmen. In der Region Franken begann der „Hexenwahn“ 1575 in der Markgrafschaft Ansbach, Nürnberg folgte 1591. Auch die Erzbistümer Köln (ca. 2000 Opfer), Mainz (ca. 1500 Opfer) und Trier (ca. 350 Opfer) waren Ende des 16. und Anfang des 17. Jahrhunderts Schwerpunkte des Verfolgungsgeschehens, ebenso aber die protestantischen Regionen Mecklenburg, Niedersachsen, Schleswig-Holstein, die Niederlande (Hexenwaage in Oudewater; Hinrichtung von Mechteld ten Ham in ’s-Heerenberg 1605) und besonders früh das Schweizer Wallis und kurz darauf die Waadt (siehe die Hexenverfolgung im Waadtland). Um das Jahr 1431 beschreibt der Schweizer Chronist Hans Fründ die Begleitumstände der ab 1428 einsetzenden Hexenverfolgungen im Wallis, mit durchaus kritischem Blick auf das Zeitgeschehen. Die Forschung geht davon aus, dass auf dem Gebiet der heutigen Schweiz um die 10.000 Hexenprozesse stattgefunden haben. Aber es gab auch andere Gegenden, wie zum Beispiel das Herzogtum Württemberg, in denen kaum Verfolgung stattfand. Behauptungen, wie sie im Kulturkampf wieder verbreitet wurden, die Jesuiten hätten zu Hexenverfolgungen angestiftet, wurden schon durch die ausführlichen Untersuchungen der Historiker Johannes Janssen und Bernhard Duhr widerlegt.

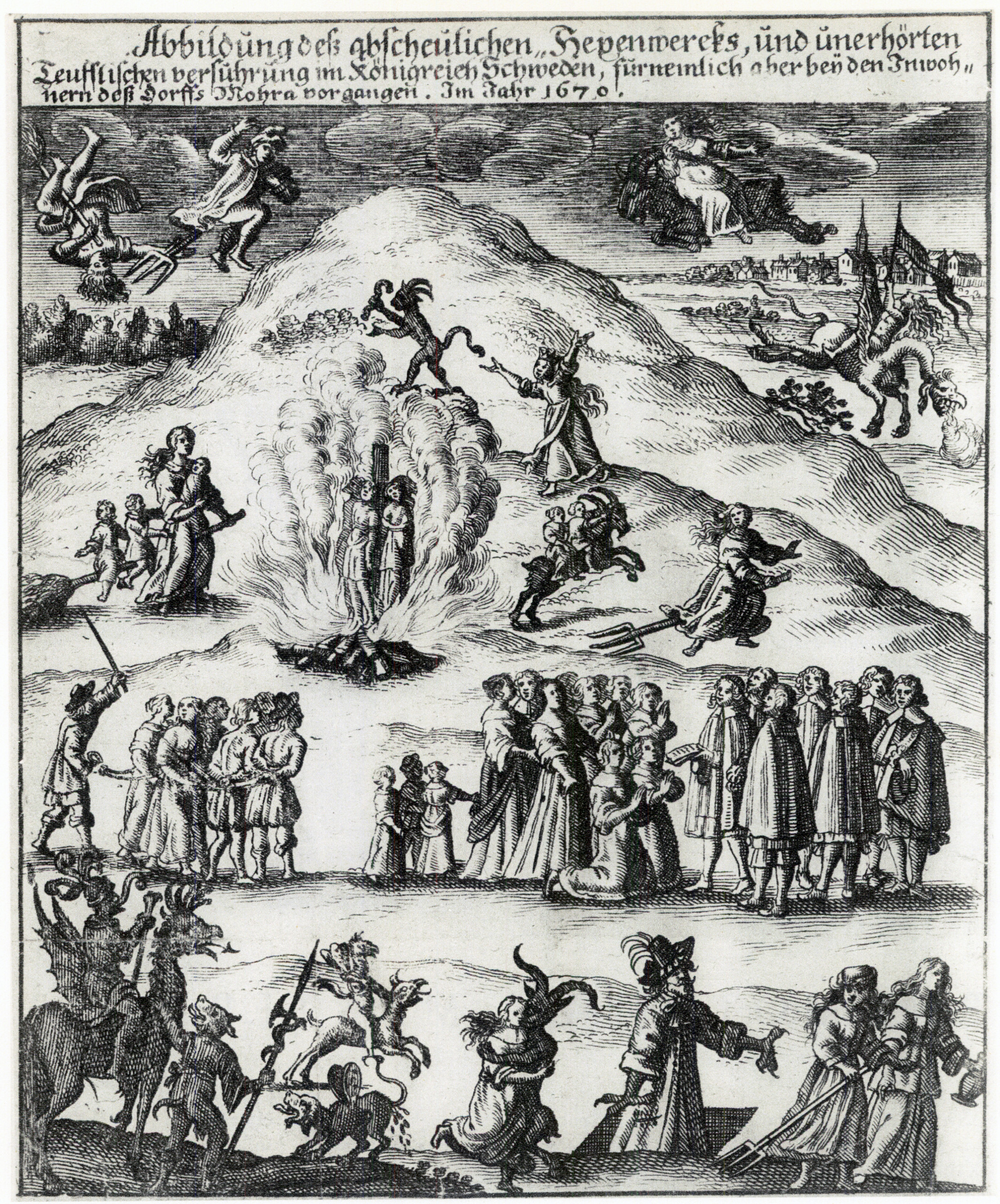
„Abbildung des abscheulichen Hexenwercks und unerhörten Teuflichen verführung im Königreich Schweden, fürnemlich aber bei den Inwohnern des Dorffs Mohra vorgangen. Im Jahre 1670.“

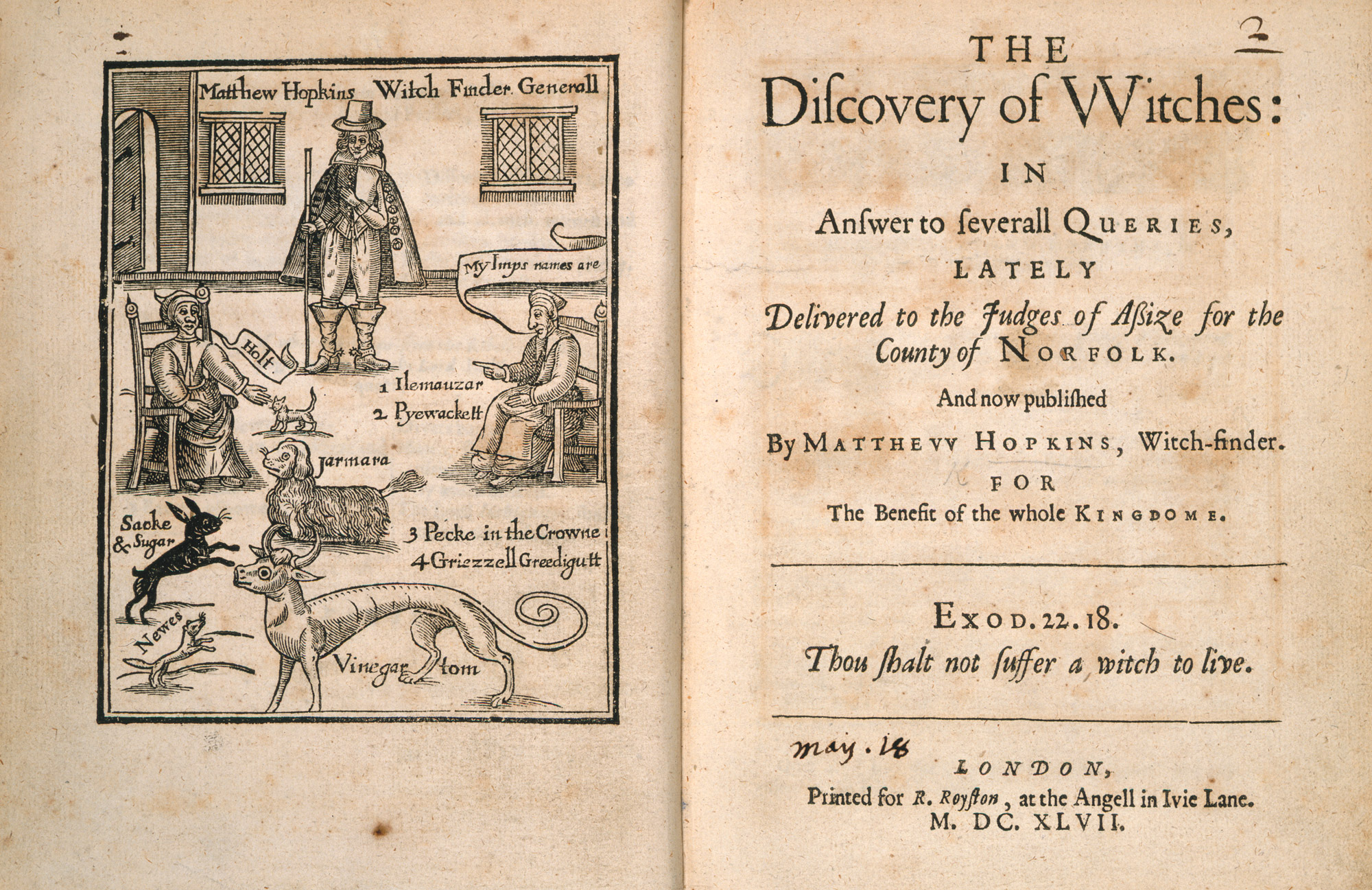
The Discovery of Witches, Pamphlet von Matthew Hopkins, „Witch-finder“, London 1647

Der erste Hexenprozess in Skandinavien fand 1601 in der Finnmark statt, die zu Dänemark-Norwegen gehörte. Es wurden zwei Männer zum Feuertod verurteilt, weil sie einen königlichen Beauftragten im damaligen Vardøhus durch Schadenzauber getötet haben sollten. Von 1601 bis 1692 wurden über 90 Personen, meist Frauen, zum Tode verurteilt, ein Fünftel davon Samen. Es waren die schwersten Verfolgungen in Norwegen in Friedenszeiten. In den Fischergemeinden Vardø, Kiberg, Ekkerøy und Vadsø wurden in dieser Zeit die Mehrzahl der weiblichen Bevölkerung getötet. 1617 wurde einigen Frauen vorgeworfen, sie hätten durch Zauberei ein solches Unwetter hervorgerufen, dass 40 Fischer an einem Tag ertrunken seien. Sie wurden verbrannt. In Schweden begann die Verfolgung erst 1668. Nach 51 Hinrichtungen im Jahr 1670 wurde „eine königliche Kommission eingerichtet“. „Auf der einen Seite standen drei Adelige, die diese Prozesse für illegal hielten und nicht an die satanistischen Enthüllungen glaubten, die aus den Angeklagten herausgepreßt worden waren. Ihnen wurde jedoch von den Angehörigen des lutherischen Klerus und der Bauern widersprochen, die die Kommission beherrschten.“ So gingen die Hinrichtungen in Schweden weiter „mit Anschuldigungen, die zum Großteil von angeblichen ‚Hexenjägern‘ vorgebracht wurden, darunter auch mehreren Kindern“.
Die erste Hexenverbrennung in Island fand 1625 statt, die letzte 1683. 1654 wurden drei Männer in Trékyllisvík verbrannt und 1678 die einzige Frau, die in Island wegen Hexerei verbrannt wurde.
In Schottland fand die Verfolgung in der Großen schottischen Hexenjagd von 1661/1662 ihren Höhepunkt. Auch in England (Hexenprozesse von Pendle 1612) und in den englischen Kolonien Nordamerikas (Hexenprozesse von Salem 1692) wurden Hexen verfolgt. König Jakob I. fühlte sich von Hexen bedroht.
Es findet sich kein eindeutiger Zusammenhang zwischen regionaler Konfession und Hexenverfolgung: In einigen katholischen Ländern wie im Kirchenstaat, in Irland, Portugal und Spanien waren Hexenverfolgungen selten bis sehr selten. In Gebieten der orthodoxen Kirchen kamen sie nahezu nirgends vor, mit Ausnahme Russlands im Zuge der Modernisierung, also der Anpassung des Landes an Zentraleuropa durch Zar Peter. Im gemischt konfessionellen Deutschland waren sowohl protestantische wie katholische Territorien unterschiedlich stark betroffen. Im Osmanischen Reich, das auch den Balkan beherrschte, gab es keine Hexenverfolgung in größerem Umfang, auch nicht in den christlichen Gebieten, weil sie der Lehre des Islam widersprochen hätte.

### Rechtsprechung gegen Hexen

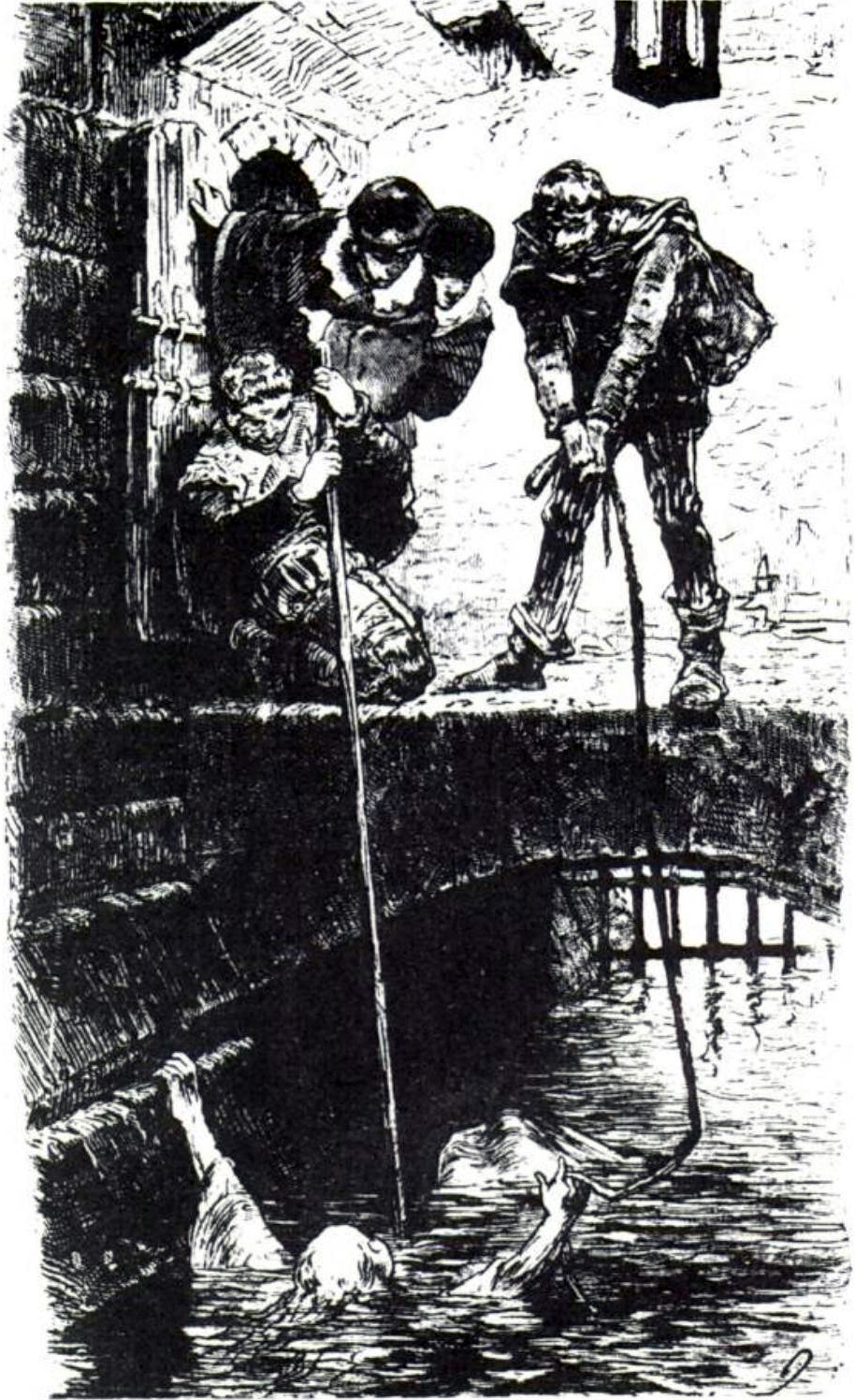
Die Hexenprobe
(Stich von G. Franz, 1878)

Den Prozessen im Heiligen Römischen Reich lag die peinliche Halsgerichtsordnung Karls V. zugrunde, die sich allerdings auf das Delikt des „Schadenzaubers“ beschränkte und vorsah, dass Hexerei mit einer Buße für den tatsächlichen Schaden zu bestrafen sei. Allerdings wurde der Gerichtsordnung des (katholischen) Kaisers in protestantischen Territorien nur unvollständig Folge geleistet. Dort wurde diese Vorschrift verschärft, weil Hexerei einen Bund mit dem Teufel darstelle und somit immer des Todes würdig sei.Ref?
Ein wichtiges Element des Hexenprozesses war das Geständnis, welches auch durch Androhung oder Durchführung der Folter angestrebt wurde. Des Hexenverbrechens Angeklagte sollten eingestehen und Reue zeigen sowie Mitverschwörer verraten. So zog ein Hexenprozess gegebenenfalls etliche andere nach sich. Es gibt Hinweise darauf, dass beispielsweise in deutschen Hexenprozessen des 17. Jahrhunderts gezielt Adlige in die Verfolgung einbezogen wurden in der vergeblichen Hoffnung, den Prozesswellen ein Ende zu machen.Ref?
Zwar versuchte die Halsgerichtsordnung die Folter streng zu reglementieren und verzichtete auf Gottesurteile. Der Beweis der Schuld galt nur bei einem Geständnis des Angeklagten als geführt, welches ohne Folter wiederholt werden musste. Dieser relative Fortschritt wurde jedoch in der Praxis oft konterkariert: Man griff auf den Hexenhammer (s. u.) zurück, der von „Unterbrechung“ und „Fortführung“ der Folter sprach, um eine ergebnislos abgebrochene Folter wieder aufnehmen zu können. Auch der Verzicht auf Gottesurteile wurde auf Seiten der Protestanten durch die sogenannten „Hexenproben“ aufgehoben, am bekanntesten die Wasserprobe und der Kesselfang, die es auch noch als Gottesurteile gab, sowie als neue Elemente die Wiegeprobe, das Stechen von Muttermalen („Hexenmalen“), das Vorlesenlassen von Jesu Leidensweg etc.

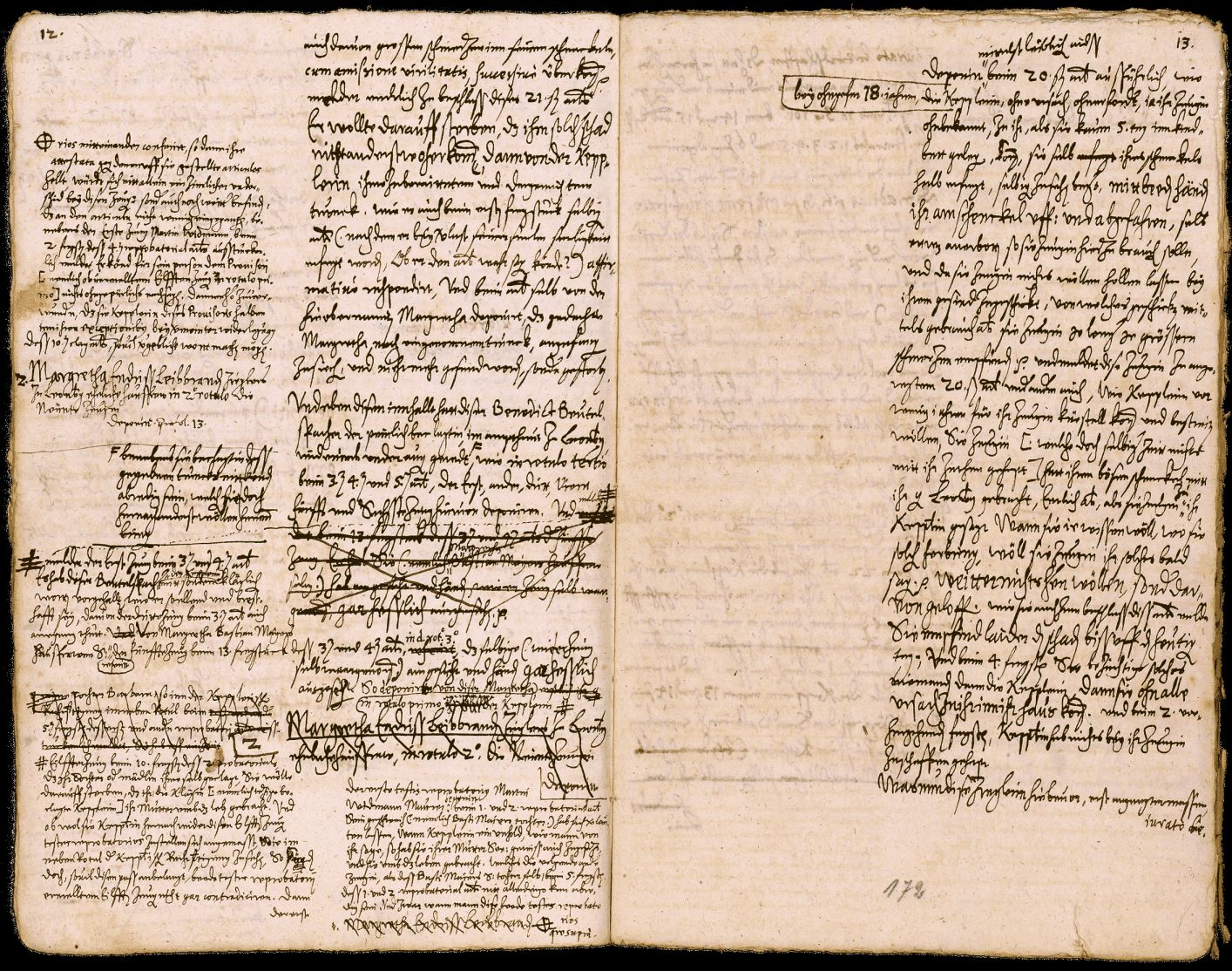
Zeugenverhör aus dem Protokoll des Hexenprozess gegen Katharina Kepler vom 14. Juli 1621, Hauptstaatsarchiv Stuttgart

Ein weiteres wichtiges Element waren Denunziationen. Denunzianten mussten dem Beklagten nicht offengelegt werden, was für den Erfolg der Hexenprozesse von Bedeutung war. In der Praxis wurden Appelle an weitere Zeugen der Verbrechen gerichtet, so dass dem ersten Denunzianten weitere folgten. Im Falle einer Verurteilung erhielt der Denunziant einen Teil des Vermögens des Angeklagten. Der Denunziant erhielt mindestens 2 Gulden, teilweise auch ein Drittel des Vermögens.Ref? Ein bekanntes Beispiel ist der Fall Katharina Keplers, der Mutter des Astronomen Johannes Kepler. Sie wurde 1615 in Württemberg aufgrund eines Streites von einer Nachbarin als Hexe bezeichnet, über ein Jahr gefangen gehalten und mit der Folter bedroht, schließlich aber durch die Bemühungen ihres Sohnes freigesprochen.Ref?

### Verfahren bei Hexenprozessen
Das Verfahren bei Hexenprozessen der Frühen Neuzeit war nach folgendem Muster aufgebaut:
1. Anklage: Oft ging einer tatsächlichen Anklage eine jahrelange Phase des Gerüchtes voraus. Die Anklage konnte wegen einer Denunziation erfolgen, die von einer bereits inhaftierten vermeintlichen Hexe – möglicherweise unter der Folter – erfolgt war, eine sogenannte Besagung. Selten gestand man vermeintlichen Hexen das Recht auf eine Verteidigung zu.Ref?
2. Inhaftierung: Gefängnisse im heutigen Sinne gab es in der Frühen Neuzeit noch nicht, deshalb hielt man die Angeklagten in Kellern oder Türmen gefangen. Die heute noch an vielen Orten anzutreffenden Hexentürme waren aber oftmals allgemeine Gefängnistürme, teils lediglich Türme der Stadtmauern. Zu Beginn des Prozesses wurde die angeklagte Person vollständig entkleidet und rasiert (Depilation). Das tat man, damit sie kein Zaubermittel verstecken konnte bzw. um ihre Zauberkraft zu brechen. Dann wurde sie am ganzen Körper nach einem Hexenmal untersucht. Bei dieser Gelegenheit kamen auch Vergewaltigungen des Opfers durch die Henker vor.[39]
3. Verhör: Man unterschied in der Regel drei Phasen des Verhörs: die gütliche Befragung, die Befragung mit Vorzeigen und Erklären der Folterinstrumente und die peinliche Befragung, bei der die Folter Anwendung fand.
  1. Gütliche Befragung: Die Vernehmung durch die Richter. Die Fragen[40] waren sehr detailliert; sie umfassten beispielsweise den Geschlechtsverkehr mit dem Teufel, die „Teufelsbuhlschaft“ und Absprachen bzw. Verabredungen mit ihm.
  2. Territion: Gab der oder die Angeklagte kein „Geständnis“ ab, folgte die Territion (dt. Schreckung), d. h. das Zeigen der Folterwerkzeuge und ihre genaue Erklärung.
  3. Peinliche Befragung: Nun folgte das Verhör unter der Folter (die Peinliche (d. h. schmerzhafte) Befragung des Angeklagten), was häufig zu einem „Geständnis“ führte. Dabei wurden eventuelle „Schutzvorschriften“ wie die Begrenzung der Folter auf eine Stunde, Pausen während der Folter etc. meist nicht beachtet.Ref? Im Rahmen von Hexenprozessen fiel meist die Beschränkung der Folteranwendung auf eine Stunde weg, da man hier von einem crimen exceptum (Ausnahmeverbrechen) ausging, was besondere Härte verlangte. Hierbei kamen u. a. Daumenschraube und Streckbank zum Einsatz. Ebenso galt bei Hexenprozessen oftmals die sonst übliche Regel nicht, dass man einen Angeklagten nur dreimal der Folter unterwerfen dürfe, und wenn bis dahin kein Geständnis vorliege, er freizulassen sei. Im Hexenhammer wurde dazu geraten, die verbotene Wiederaufnahme der Folter ohne neue Beweise als Fortsetzung zu deklarieren. Wasserprobe, Titelblatt der Schrift von Hermann Neuwalt, Helmstedt 1581

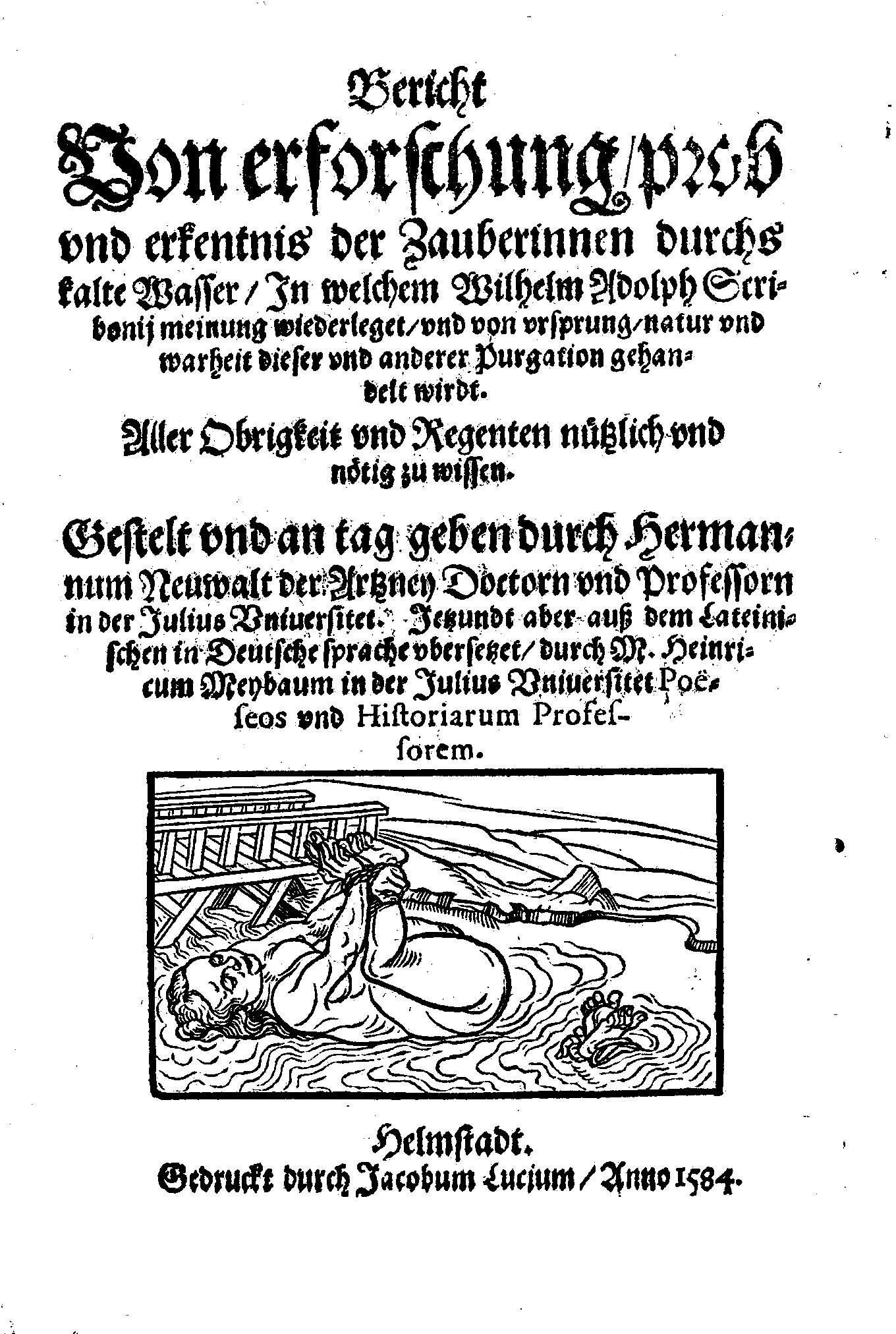
Wasserprobe, Titelblatt der Schrift von Hermann Neuwalt, Helmstedt 1581

4. Hexenproben: Das offizielle Gerichtsverfahren sah keine Hexenprobe vor, ja eigentlich galt ein Verbot ihrer Anwendung. Dennoch griffen viele Gerichte in den verschiedensten Teilen des Heiligen Römischen Reiches auf sie zurück. Die Bewertung der Hexenproben war ebenso unterschiedlich wie überhaupt ihre Anwendung. Manchmal galten die Hexenproben als starker Beweis, manchmal als schwacher. Folgende Hexenproben sind die bekanntesten:
  - Wasserprobe (auch als Hexenbad bezeichnet)
  - Feuerprobe (kam jedoch äußerst selten vor)
  - Nadelprobe (hier wurde das sogenannte Hexenmal gesucht)
  - Tränenprobe
  - Wiegeprobe
5. Geständnis: Niemand durfte in der Frühen Neuzeit ohne ein Geständnis verurteilt werden – das galt auch für die Hexenprozesse. Doch aufgrund der Regeln in der Anwendung der Folter war die Wahrscheinlichkeit, ein Geständnis zu erlangen, bei Hexenprozessverfahren um ein Vielfaches höher als bei anderen Prozessen.
6. Befragung nach Mitschuldigen (Besagung): Da die Hexen laut der Hexenlehre auf den Hexensabbaten ihre Mitgenossen trafen, mussten sie diese auch kennen. In einer zweiten Verhörphase wurden die Angeklagten nun nach den Namen der anderen Hexen bzw. Hexenmeister befragt, eventuell auch wieder mit erneuter Anwendung der Folter. Dadurch wurde die Liste der Verdächtigen unter Umständen immer länger, da unter Folter immer neue Menschen beschuldigt wurden, ebenfalls Hexen zu sein. Das Resultat waren regelrechte Kettenprozesse.
7. Verurteilung
8. Hinrichtung: Auf das Verbrechen der Hexerei stand die Strafe des Feuertodes, also der Scheiterhaufen, auf dem man lebendig verbrannt wurde, um die Seele zu reinigen. Die Hexe wurde an einen Pfahl inmitten eines Reisighaufens gefesselt, woraufhin der Reisighaufen entzündet wurde. Als Akt der Gnade galt die vorherige Enthauptung, Erdrosselung oder das Umhängen eines Schwarzpulversäckchens um den Hals.

Beispielhaft ist das überlieferte Protokoll über den Hexenprozess gegen die „Bader-Ann“ in Veringenstadt 1680.

### Opfer

#### Zahl der Opfer
Die heutige Forschung, die auf breit angelegten Auswertungen der Gerichtsakten basiert, geht nach Schwerhoff davon aus, dass die Verfolgung in ganz Europa etwa 40.000 bis 60.000 Todesopfer forderte. Der dänische Historiker Gustav Henningsen kommt ebenfalls auf etwa 50.000 Hinrichtungen. Etwa 25.000 Menschen wurden auf dem Boden des Heiligen Römischen Reiches hingerichtet, davon in Süddeutschland etwa 9.000, im Thüringer Raum – nach dem Forschungsstand von 2006 – 1.565 (bei als niedrig eingeschätzter Dunkelziffer). Zu den Todesopfern kam eine hohe Zahl weiterer zu Konfiskation und Haft Verurteilter.
Die früher verbreiteten Zahlen von mehreren 100.000 Todesopfern stützten sich auf überzogene Schätzungen und das durch Literatur und Filme verbreitete Bild einer flächendeckend über Jahrhunderte anhaltenden, ungezügelten Hexenverfolgung. Die falsche Opferzahl von neun Millionen hingerichteter Hexen geht auf den Quedlinburger Stadtsyndikus Gottfried Christian Voigt (1741–1791) zurück und wurde in völkischen Schriften von Mathilde Ludendorff popularisiert und von der NS-Propaganda aufgegriffen. Noch heute wird sie in einigen Publikationen als historische Tatsache angegeben.

Einblattdruck zu einer Hexenverbrennung in Derenburg (Grafschaft Reinstein) 1555

#### Geschlecht
Etwa 75 bis 80 Prozent der Opfer der europäischen Hexenverfolgung waren Frauen, was dem geschlechtsbezogenen Hexenglauben in Mitteleuropa entsprach. Zeitlich und regional gab es jedoch Abweichungen.
Unter den Vorläufern der Hexenverfolgung, d. h. ungefähr um 1400, gab es zunächst vermehrt Männer unter den Opfern, weil sich die Hexenprozesse aus den Ketzerprozessen, in denen überwiegend Männer angeklagt wurden, entwickelt haben. Zu Beginn der Neuzeit wurde Hexerei als ein gewöhnlicher Straftatbestand betrachtet und zunehmend von der weltlichen Gerichtsbarkeit verfolgt; nun nahm der Anteil der Männer unter den Opfern rasch ab. Erst auf dem Höhepunkt der Hexenverfolgungen, in Deutschland in den 1620er Jahren, wurden auch wieder verstärkt Männer verfolgt. Insgesamt waren im Gebiet des Heiligen Römischen Reiches Deutscher Nation ungefähr drei Viertel aller wegen Hexerei Angeklagter Frauen.
In Nordeuropa ging die Hexervorstellung eher von männlichen Zauberern aus. Der Männeranteil lag hier zwischen 50 Prozent in Finnland und bis zu 90 Prozent in Island.
Auch im Erzstift Salzburg waren zwei Drittel der verurteilten Personen männlich (133 hingerichtete Bettler, meist Kinder um den Schinderjackl in den Jahren 1675 bis 1681). Auch wurden Männer verfolgt, die sich angeblich mit Hilfe eines speziellen Gürtels in Werwölfe verwandeln konnten.
Für Deutschland sind konfessionelle Unterschiede der Geschlechterverteilung feststellbar. So waren in katholischen Gebieten 60 bis 70 Prozent der Hingerichteten Frauen, während die Opfer in Gebieten mit protestantischer Bevölkerung zu 85 Prozent Frauen waren.
Ein allgemeingültiger Zusammenhang zwischen Konfessionszugehörigkeit und Hexenverfolgung liegt jedoch nicht vor.

#### Sozialstruktur
In der Anfangszeit wurden vor allem alleinlebende, alte und sozial schwache Frauen aus einem bäuerlichen Umfeld Opfer der Hexenverfolgungen. Ab ca. 1590 änderte sich mit der Wandlung des Hexenstereotyps auch die soziale Schicht der Verfolgten. Dies zeigt sich beispielsweise im Fall des Kurtrierischen Rates Dietrich Flade, der als Richter zuvor selbst Hexenprozesse geführt hatte, oder in dem des Arnsberger Bürgermeister Henneke von Essen, der Kritik an der Verfolgungspraxis geübt hatte. Es gibt Hinweise darauf, dass gezielt versucht wurde, adlige und hochstehende Personen in die Prozesse hineinzuziehen, möglicherweise, da man hoffte, diese würden ihren Einfluss nutzen, um eine Verfolgungswelle zu beenden. Daneben gab es sicher auch persönliche Gründe wie Neid, Eifersucht oder ähnliches, jemanden als Hexe zu denunzieren; doch sollte der reale Glaube an die Macht der Hexen nicht unterschätzt werden. Der Bürgermeister Johannes Junius, der 1628 in Bamberg verbrannt wurde, schilderte in Gefangenschaft in einem Brief an seine Tochter Veronika, wie die Henkersknechte ihn aufforderten, etwas Ausgedachtes zu gestehen, auch wenn er ganz unschuldig sei.

### Letzte Hexenprozesse
Das letzte Todesopfer der Hexenverfolgung in Brandenburg war am 17. Februar 1701 die 15-jährige Magd Dorothee Elisabeth Tretschlaff, die in Fergitz in der Uckermark wegen „Buhlerei mit dem Teufel“ enthauptet wurde. Andere Prozesse endeten mit Freisprüchen. König Friedrich Wilhelm I. legte 1708 fest, dass Urteile auf Anwendung der Folter durch den König persönlich im Einzelfall bestätigt werden mussten. 1714 ließ er die Brandpfähle abreißen.
Am 19. August 1738 wurden im letzten Hexenprozess am Niederrhein die zum Zeitpunkt ihrer Verhaftung erst 14-jährige Helena Curtens sowie Agnes Olmans (Mutter dreier Töchter) wegen „Hexerei und Buhlschaft“ mit dem Teufel in Düsseldorf-Gerresheim durch Verbrennung hingerichtet.
In Südwestdeutschland wurde als eine der letzten der Hexerei angeklagten Frauen Anna Schnidenwind am 24. April 1751 in Endingen am Kaiserstuhl hingerichtet. Vermutlich fand die letzte Hexenhinrichtung auf Reichsboden am 2. April 1756 in Landshut statt, wo die 15-jährige Veronika Zeritschin als Hexe geköpft und anschließend verbrannt wurde.
Am 4. April 1775 wurde im Fürststift Kempten Anna Maria Schwegelin wegen Teufelsbuhlschaft als letzte „Hexe“ auf dem Gebiet des heutigen Deutschlands der Prozess gemacht. Das Urteil des Fürstabts Honorius Roth von Schreckenstein, dem kraft kaiserlichen Privilegs (Campidona sola judicat ense et stola) die geistliche und weltliche Gerichtsbarkeit zustand, wurde aber nicht vollstreckt, weil der Fürstabt wenige Tage vor der Vollstreckung befahl, erneut die Ermittlungen aufzunehmen. Der Fall wurde nicht weiter verfolgt; Anna Schwegelin starb 1781 im Kemptener Gefängnis (Stockhaus) eines natürlichen Todes.
1782 wurde als letzte Hexe der Schweiz Anna Göldi in Glarus hingerichtet; allerdings wurden im Urteil Begriffe wie „Hexerei“ oder „Zauberei“ vermieden. Es war die letzte legale Hexenhinrichtung. Sie rief europaweit Empörung hervor; auch die protestantische Öffentlichkeit in dem reformierten Schweizer Kanton Glarus war entsetzt. Im Jahre 1783 stellte der Rat von Stein am Rhein eine Untersuchung gegen vier Männer an, die der Zauberei und Hexerei verdächtigt wurden.
Die letzte überlieferte Hinrichtung einer Hexe in Mitteleuropa fand 1793 in Südpreußen statt. Wilhelm G. Soldan und Heinrich Heppe schrieben in ihrer grundlegenden Arbeit „Ohne Zweifel war das der letzte gerichtliche Hexenbrand […], den Europa im achtzehnten Jahrhundert gesehen hat“. Es ist wenig wahrscheinlich, dass der Prozess wirklich stattfand. Informationen darüber stammen nur aus einer recht unsicheren Quelle. Es war jedoch mit Sicherheit nicht die letzte „gerichtliche“ Behandlung von Hexerei.

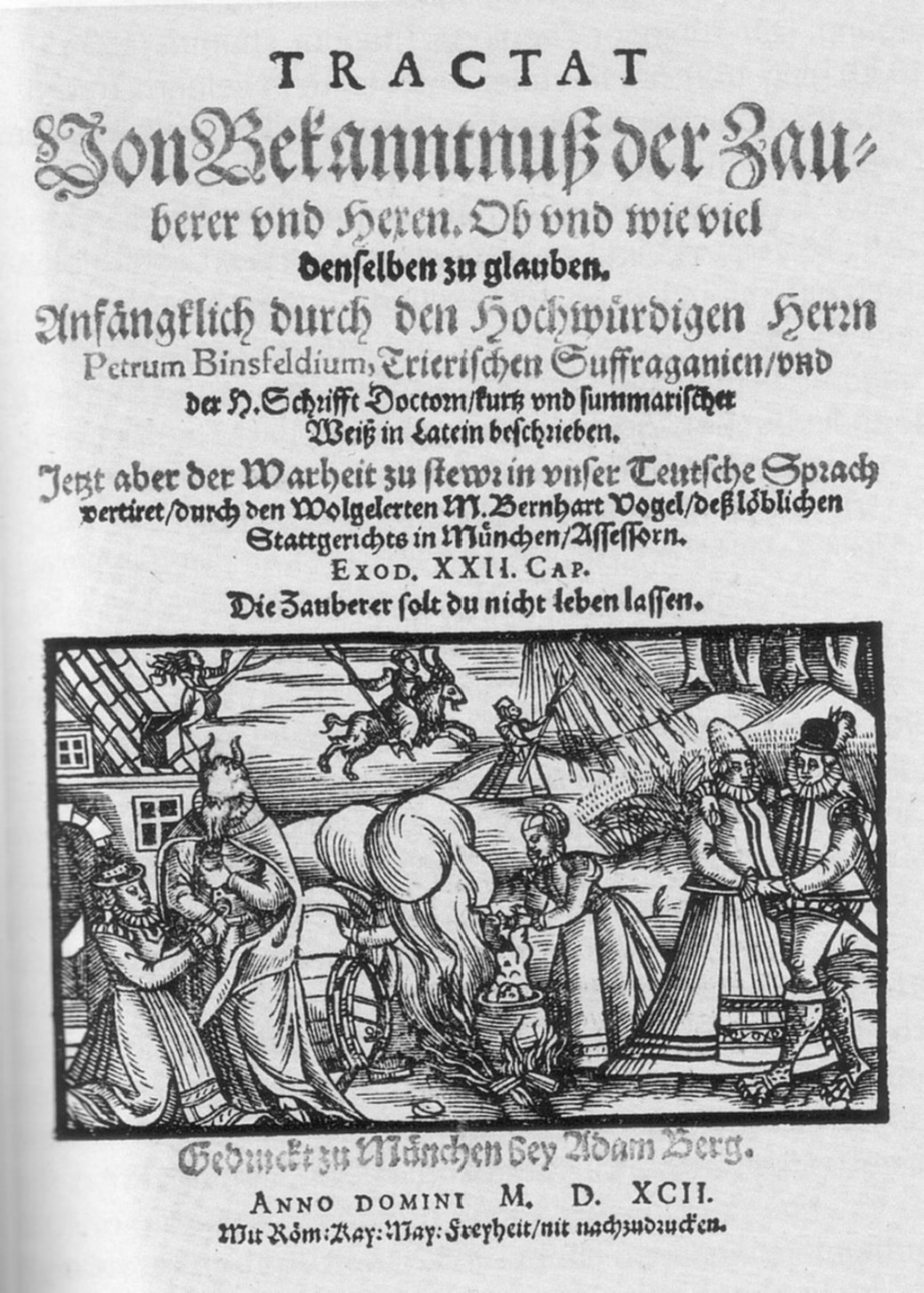
Petrus Binsfeld, Von Bekanntnuß der Zauberer und Hexen. Ob und wieviel denselben zu glauben, deutsche Ausgabe bei Adam Berg, München 1602

## Rechtfertigungen der Hexenverfolgung

### Hexenbulle des Papstes
Papst Innozenz VIII. veröffentlichte 1484 die Bulle Summis desiderantes affectibus, die in ihren Formulierungen vermutlich auf den berüchtigten Inquisitor Heinrich Kramer zurückgeht. Obwohl es sich hierbei um ein Dokument handelt, welches die Notwendigkeit der Hexeninquisition in Deutschland feststellt und Kramer zu seinen Hexenverfolgungen autorisierte, sind sich die Historiker einig, dass gerade die Anwendung dieses Dokumentes in anderen Fällen das Ausbrechen eines Hexenwahns verhindert hat, wie dies in Italien der Fall war, wo sich der Papst durchsetzen konnte. Ihren relativ hohen Bekanntheitsgrad hatte die Hexenbulle Heinrich Kramer zu verdanken, der sie dem eigentlichen Text des Hexenhammers voranstellte.

### Hexenhammer
Eine bedeutende Rolle in der Popularisierung spielte der 1486 erschienene Hexenhammer, Malleus maleficarum, in der der Dominikaner und gescheiterte Inquisitor Heinrich Kramer seine Vorstellungen von Hexen zusammenfasste und mit Dutzenden von Kirchenväter-Zitaten zu untermauern suchte. Sein Werk erreichte zwar nie kirchliche Anerkennung – auch wenn der Verfasser dies durch Voranstellung der päpstlichen Bulle Summis desiderantes affectibus zu suggerieren versuchte – und war damit keine Grundlage zum kirchlichen Vorgehen und ersetzte auch nie die weltliche Rechtsprechung, wirkte sich aber dennoch auf die Vorstellungen wie Rechtspraxis aus.

### Luthers Haltung zur Hexenverfolgung
Martin Luther hat sich in seinen Predigten, Vorlesungen, Tischreden und Briefen in drei Jahrzehnten mannigfach zum Thema „Zauberei“ und „Hexen“ geäußert. Luther war überzeugt von der Möglichkeit des Teufelspaktes, der Teufelsbuhlschaft und des Schadenzaubers und befürwortete die gerichtliche Verfolgung von Zauberern und Hexen.
Die Aussage des Alten Testaments „Die Zauberinnen sollst du nicht am Leben lassen“ (Ex 22,17 ) hatte für ihn Gültigkeit. Dies wird in einer Hexenpredigt deutlich, die Luther zu dieser Stelle hielt. Er verlieh hier seinem Abscheu vor dem Übel der Hexerei Ausdruck und gab einer Verurteilung der im Verdacht stehenden Frauen recht:

„Von der Zauberin. … Warum nennt das Gesetz
hier eher Frauen als Männer, obwohl doch auch Männer dagegen verstoßen? Weil Frauen
mehr als jene durch Verführungen (superstitionibus) dem Satan unterworfen sind. Wie Eva. … Es ist ein überaus gerechtes Gesetz, dass die Zauberinnen getötet werden, denn sie richten viel Schaden an, was bisweilen ignoriert wird, sie können nämlich Milch, Butter und alles aus einem Haus stehlen … Sie können ein Kind verzaubern … Auch können sie geheimnisvolle Krankheiten im menschlichen Knie erzeugen, dass der Körper verzehrt wird … Wenn du solche Frauen siehst, sie haben teuflische Gestalten, ich habe einige gesehen … Deswegen sind sie zu töten … Schaden fügen sie nämlich an Körpern und Seelen zu, sie verabreichen Tränke und Beschwörungen, um Hass hervorzurufen, Liebe, Unwetter, alle Verwüstungen im Haus, auf dem Acker, über eine Entfernung von einer Meile und mehr machen sie mit ihren Zauberpfeilen Hinkende, dass niemand heilen kann … Die Zauberinnen sollen getötet werden, weil sie Diebe sind, Ehebrecher, Räuber, Mörder … Sie schaden mannigfaltig. Also sollen sie getötet werden, nicht allein weil sie schaden, sondern auch, weil sie Umgang mit dem Satan haben.“

Zahlreiche lutherische Theologen, Prediger und Juristen und Landesherren, zum Beispiel Heinrich Julius von Braunschweig-Wolfenbüttel, beriefen sich später auf einschlägige Aussagen Luthers.

### Calvin und die Hexenprozesse
Genau wie Luther befürwortete Johannes Calvin die Verfolgung und Hinrichtung von Hexen. Unter Berufung auf die Bibelstelle Exodus 22,17  erklärte Calvin, Gott selbst habe die Todesstrafe für Hexen festgesetzt. In Predigten tadelte er darum jene, welche die Verbrennung der Hexen ablehnten, und wollte sie als Verächter des göttlichen Wortes aus der Gesellschaft ausstoßen.
Calvin glaubte, dass Männer und Frauen in Genf drei Jahre lang durch Zauberkünste die Pest ausgebreitet hätten, und hielt alle ihnen durch die Folter abgepressten Selbstanschuldigungen für wahr, nachträglichen Widerruf für unwahr.

### Canisius und die Hexenverfolgung insbesondere in katholischen Gebieten
Der wortgewaltige Gegenreformator und Ordensprovinzial der Jesuiten für Süddeutschland, Petrus Canisius, war ebenfalls ein Verfechter der Hexenverfolgung. In scharfen Verlautbarungen machte er in den Jahren von 1559 bis 1566 als Domprediger in Augsburg „Hexen“ für allerlei „schändliche Freveltaten“ und „Teufelskünste“ verantwortlich. Dies kippte die Stimmung mit zugunsten der Verfolgungsbefürworter im zuvor eher weltoffenen und humanistisch geprägten Augsburg und bestärkte die bäuerliche Bevölkerung in ihrem Verlangen, unliebsame oder für absonderlich gehaltene Frauen zu verfolgen. Nach einer Latenzphase (?) von zwei Generationen richteten die Predigten von Canisius großen Schaden in den Köpfen vieler Menschen im süddeutsch-katholisch geprägten Raum an. Wolfgang Behringer sieht in den von Petrus Canisius gehaltenen Predigten der 1560er-Jahre eine Mitursache für den dann folgenden neuen Ausbruch des Hexenwahns in Mitteleuropa. Diese Ansicht teilt auch der Canisius-Biograf Mathias Moosbrugger.

## Kampf gegen die Hexenverfolgung
Die Kritik an der Hexenverfolgung begann sofort mit dem Einsetzen der neuzeitlichen Verfolgung. So gelang es beispielsweise 1519 Heinrich Cornelius Agrippa von Nettesheim (1486–1535) in Metz, eine wegen Hexerei angeklagte Frau vor dem Inquisitor Claudius Salini erfolgreich zu verteidigen.
Anfangs gab es vor allem von juristischer und Verwaltungsseite Bedenken gegen das Entstehen einer Sondergerichtsbarkeit neben den staatlichen Justizorganen. Grundsätzliche Kritik am Hexenaberglauben setzte erst später ein.

### Zweifel an Zauberkünsten und Kritik am Prozessverfahren
Die Deutung von Wetteranomalien, die im Volksglauben den Hexen und Zauberern zugeschrieben wurden, in der „Kleinen Eiszeit“ hatte einen nicht unerheblichen Einfluss auf die geistesgeschichtliche Entwicklung.
Besonders im Umfeld der Universität Tübingen äußerte sich eine Reihe von Theologen und Juristen kritisch gegenüber dem Hexenglauben, weil man Gottes Allmacht so umfassend sah, dass es keinen Wetterzauber bzw. Schadenzauber geben könne: Letztlich werde auch Unheil, Unglück und Unwetter von Gott selbst gelenkt, um Sünder zu bestrafen und die Gerechten zu prüfen. Schadenzauber, Hexenflug und Hexentanz seien teuflische Phantasie. Hexen könnten allenfalls wegen ihres Abfalls von Gott durch den Teufelspakt bestraft werden.
Zu diesem Kreis aus dem Umfeld der Tübinger Universität gehörten:
- Martin Plantsch (um 1460–1533) aus Dornstetten, 1477 bis 1533 in Tübingen, betrachtete schon 1507, zwei Jahre nach einer Hexenverbrennung in Tübingen, Zauberei als Einbildung; das Wirken von Hexen könne nicht bekämpft werden, da es unter Gottes Willen stehe: „Dies ist die erste allgemeingültige Wahrheit: Kein Wesen kann einem anderen Schaden zufügen oder irgendeine tatsächliche Wirkung nach außen hervorbringen, es sei denn durch den Willen Gottes“.[69]
- Johannes Brenz (1499–1570) aus Weil der Stadt, 1537 bis 1538 in Tübingen, bestritt 1539 die Verantwortung von Hexen für einen großen Hagelsturm, hielt aber ihre Bestrafung für gerechtfertigt, wenn sie sich selbst einbilden und die böse Absicht haben, im Bund mit dem Teufel zu stehen.[70]
- Matthäus Alber (1495–1570) aus Reutlingen, 1513 bis 1518 in Tübingen, und Wilhelm Bidembach (1538–1572) aus Brackenheim, Mitte der 1550er Jahre in Tübingen, predigten 1562 in Stuttgart nach einem großen Hagelsturm gegen den Esslinger Pfarrer Thomas Naogeorg (1508–1563), der Hexen dafür verantwortlich machte und ihre strenge Bestrafung forderte.[71]
- Jakob Heerbrand (1521–1600) aus Giengen an der Brenz, 1543 bis 1600 in Tübingen, stellte 1570 die Disputations-These zu Ex 7,11–12 LUT auf, dass Menschen weder zaubern noch Wetter machen können, und ließ dies von seinem Schüler Nikolaus Falck (1540–1616)[72] verteidigen: „Man darf nicht meinen, diese Worte der ‚Magier‘ hätten eine so große Wirksamkeit oder sie hätten Kräfte, um solche Dinge zu bewerkstelligen“[73] – es seien „Phantasmata“, die der Satan vorgaukele, aber keine wirklichen substanzhaften Veränderungen der Natur oder Schädigungen von Menschen, denn nur Gottes Wort könne tatsächlich schöpferisch wirken.[74]
- Dietrich Schnepf (1525–1586) aus Wimpfen, 1539 bis 1555 und 1557 bis 1586 (mit Unterbrechungen) in Tübingen, wandte sich um 1570 in Predigten gegen den Hexenglauben.[75]
- Jacob Andreae (1528–1590) aus Waiblingen, 1541 bis 1546 und 1561 bis 1590 in Tübingen.
- Johann Georg Gödelmann (1559–1611) aus Tuttlingen, 1572 bis 1578 in Tübingen, stellte als Jurist 1584 in Rostock für Marcus Burmeister Disputations-Thesen auf, in denen er Zauberkünste für „Teufelsgespinst, Trügerei und Phantasie“ hielt und die genaue Beachtung der Prozessvorschriften forderte.[76] 1591 veröffentlichte er ein entsprechendes dreibändiges Werk über den Umgang mit Hexen.[77]
- David Chytraeus (1530–1600) aus Ingelfingen, 1539 bis 1544 in Tübingen, gab 1587 in Rostock eine niederdeutsche Schrift von Samuel Meiger (1532–1610)[78] über die Hexenverfolgung heraus und sprach sich im Vorwort für äußerste Zurückhaltung in der Verfolgung aus.
- Wilhelm Friedrich Lutz (1551–1597) aus Tübingen, 1567 bis etwa 1576 an der Tübinger Universität, sprach sich ab 1589 in Nördlingen in scharfen Predigten gegen die Hexenprozesse aus.
- Johannes Kepler (1571–1630) aus Weil der Stadt, 1589 bis 1594 in Tübingen, verteidigte 1615–1620 die eigene, als Hexe angeklagte Mutter mit Hilfe eines juristischen Gutachtens, das wohl auf seinen Freund Christoph Besold (1577–1638), 1591 bis 1598 und ab 1610 bis 1635 in Tübingen, zurückgeht.[79]
- Theodor Thumm (1586–1630) aus Hausen an der Zaber, 1604 bis 1608 und 1618 bis 1630 in Tübingen, schränkte 1621 in seinen Disputations-Thesen für Mag. Simon Peter Werlin[80] die Strafbarkeit von Hexerei ein und plädierte für Hilfe für vom Teufel betrogene Frauen.[81]
- Johann Valentin Andreae (1586–1654) aus Herrenberg, 1601 bis 1614 (mit Unterbrechungen) in Tübingen, lehnte Scheiterhaufen als Strafe für Hexen grundsätzlich ab.

Auch in anderen Regionen gab es bereits im 16. Jahrhundert Kritik an Hexenprozessen, z. B. am verhängten Strafmaß. So lehnte etwa Anders Beierholm (ca. 1545–1619) aus Skast, 1569 bis 1580 lutherischer Pfarrer in Süderende auf Föhr, die Todesstrafe für Zauberinnen ab und versuchte durchzusetzen, dass der Vogt der Insel keine Hexen mehr verbrennen ließ. Daraufhin wurde Beierholm von seinen Gegnern selbst der Zauberei beschuldigt und 1580 als Pfarrer auf Föhr abgesetzt.

### Grundsätzliche Ablehnung der Hexenprozesse
Einen bedeutenden mäßigenden Einfluss hatte der Arzt Johann Weyer (1515/16–1588) mit seiner 1563 erschienenen Schrift De praestigiis daemonum („Von den Blendwerken der Dämonen“). Er warf Brenz und anderen Inkonsequenz vor: Wenn es keinen Schadenzauber gebe, dürften Hexen auch nicht bestraft werden. Weyer argumentierte von der Allmacht Gottes aus gegen den Hexenglauben. Juristisch war er von Andrea Alciato (1492–1550) und der humanistischen Rechtsschule der Universität Bourges beeinflusst.
Unmittelbar nach dem Erscheinen von Weyers Buch lehnten Herzog Wilhelm V. von Jülich-Kleve-Berg (1516–1592), Kurfürst Friedrich III. von der Pfalz (1515–1576), Graf Hermann von Neuenahr und Moers (1520–1578) und Graf Wilhelm IV. von Bergh-s’Heerenberg (1537–1586) die weitere Tortur und Anwendung der Todesstrafe ab; auch Graf Adolf von Nassau (1540–1568) vertrat die Meinung Weyers. Christoph Prob († 1579), der Kanzler Friedrichs III. von der Pfalz, verteidigte Weyers Auffassung 1563 auf dem Rheinischen Kurfürstentag in Bingen. Jedoch wurden Hexenverfolgungen in diesen Territorien zunächst noch nicht dauerhaft eingestellt, sondern flackerten später wieder auf.
1576 wurde die Hinrichtung der als „Zauberin“ verurteilten Catharina Hensel aus Föckelberg abgesetzt, weil sie an der Richtstätte ihre unter der Folter erpressten Geständnisse widerrief und ihre Unschuld beteuerte. Der Scharfrichter weigerte sich aus Gewissensgründen, die Exekution zu vollziehen, und der Amtmann von Wolfstein und Lauterecken, Johann Eggelspach (Eigelsbach), brach die Hinrichtung ab. Pfalzgraf Georg Johann I. von Veldenz-Lützelstein (1543–1592), der 1581/82 Weyers Sohn Dietrich als Oberamtmann einstellte, ließ drei Gutachten bei Advokaten des Speyerer Reichskammergerichtes in Auftrag geben, darunter eines bei Franz Jakob Ziegler, der unter dem Einfluss Weyers als Obergutachter 1580 eine Entlassung gegen Bürgschaft (sub cautione fideiussoria) und Auferlegung der Kosten an die denunzierende Gemeinde empfahl.
Ähnlich wie Weyer dachten der reformierte Arzt Johannes Ewich (1525–1588), der 1584 Folter und Wasserprobe verurteilte, der reformierte Theologe Hermann Wilken (Witekind) (1522–1603) in der 1585 pseudonym erschienenen Schrift Christlich bedencken vnd erjnnerung von Zauberey oder der katholische Theologe Cornelius Loos (1546–1595) in seinem Traktat De vera et falsa magia von 1592.
Der englische Arzt Reginald Scot (vor 1538–1599) veröffentlichte 1584 das Buch The Discoverie of Witchcraft, in dem er Zaubertricks erklärte und Hexenverfolgung für irrational und unchristlich erklärte. König Jakob I. (1566–1625) ließ nach seinem Amtsantritt in England 1603 die Bücher Scots verbrennen.
Der reformierte Pfarrer Anton Praetorius hatte sich bereits 1597 als fürstlicher Hofprediger in Birstein für die Beendigung eines Hexenprozesses und Freilassung der Frauen eingesetzt. Er wetterte derart gegen die Folter, dass der Prozess beendet und die letzte noch lebende Gefangene freigelassen wurde. Dies ist der einzige überlieferte Fall, dass ein Geistlicher während eines Hexenprozesses die Beendigung der Folter forderte und durchsetzte. In den Prozessakten heißt es: „Weil der Pfarrer alhie hefftig dawieder gewesen, das man die Weiber peinigte alß ist es dißmahl deßhalben underlaßen worden.“ Als erster reformierter Pfarrer veröffentlichte Praetorius unter dem Namen seines Sohnes Johannes Scultetus 1598 das Buch Von Zauberey vnd Zauberern Gründlicher Bericht gegen Hexenwahn und unmenschliche Foltermethoden. 1602 fasste er in einer zweiten Auflage des Gründlichen Berichtes den Mut, seinen eigenen Namen als Autor zu verwenden. 1613 erschien die dritte Auflage seines Berichtes mit einem persönlichen Vorwort.
Die Hochnötige Unterthanige Wemütige Klage Der Frommen Unschültigen von Hermann Löher erschien zwar erst 1676 nach dem Ende der härtesten Verfolgungswelle, ist aber insofern von Bedeutung, als der Autor in den 1620er und 1630er Jahren selbst als mehr oder weniger Freiwilliger im Verfolgungsapparat mitgewirkt hatte und erst dadurch zum Verfolgungsgegner geworden war. Insofern bietet er eine Insiderperspektive auf den Prozessverlauf und die dahinterstehenden Machtverhältnisse, die sich bei den anderen Verfolgungsgegnern so nicht findet.
Vor dem Zeitalter der Aufklärung war der Jesuit Friedrich Spee von Langenfeld, Professor an den Universitäten Paderborn und Trier und Verfasser der Schrift Cautio Criminalis (Rechtliche Bedenken wegen der Hexenprozesse) von 1631, der einflussreichste Autor, welcher die Hexenprozesse angriff. Er war als Beichtvater für die verurteilten Hexen bestellt und gewann im Laufe seiner Arbeit Zweifel an den Hexenprozessen als Mittel, Schuldige zu finden. Aus Angst, als Beschützer der Hexen dargestellt zu werden und somit die Partei Satans zu stärken, veröffentlichte er es anonym. Sein Buch war die Antwort auf das Standardwerk zur Theorie der Hexenlehre seines Rintelner Professoren-Kollegen Hermann Goehausen Processus juridicus contra sagas et veneficos aus dem Jahr 1630.
1635 wandte sich Pfarrer Johann Matthäus Meyfart, Professor an der lutherisch-theologischen Fakultät in Erfurt, mit seiner Schrift „Christliche Erinnerung, An Gewaltige Regenten, vnd Gewissenhaffte Praedicanten, wie das abscheuwliche Laster der Hexerey mit Ernst außzurotten, aber in Verfolgung desselbigen auff Cantzeln vnd in Gerichtsheusern sehr bescheidlich zu handeln sey“ gegen Hexenprozesse und Folter.
Angesichts des Verdener Hexenprozesses, in dessen Verlauf der schwedische Feldprediger Johann Seifert (* um 1605/10; † nach 1649) die Cautio Criminalis erstmals ins Deutsche übersetzte und das Werk dem schwedischen Gouverneur von Bremen und Verden Hans Christoph von Königsmarck widmete, untersagte Königin Christina von Schweden 1649 alle Hexenprozesse in ihren deutschen Provinzen.
Der evangelische Jurist und Diplomat Justus Oldekop wandte sich offen und mit Entschiedenheit nicht nur gegen die „abscheuliche und barbarische Prozedur“ der Verfahren an sich, sondern mit bemerkenswert modern anmutender Überzeugung trat er gegen den dahinterstehenden wohlfundierten Hexenwahn ein – nur kurz nach Friedrich Spee und somit Jahrzehnte vor der eigentlichen Aufklärung.
Als um 1700 die Hexenverfolgungen bereits selten geworden waren, veröffentlichte der deutsche Jurist Christian Thomasius seine Schriften gegen den Hexenglauben. Er beobachtete, dass die Angeklagten erst „gestanden“, wenn sie die Qualen der Folter nicht mehr aushielten. Infolge des Buches De crimine magiae, welches er 1701 zu diesem Thema verfasste, erließ König Friedrich Wilhelm I. (Preußen) am 13. Dezember 1714 ein von dem Minister von Plotho ausgearbeitetes Mandat, das die Hexenprozesse soweit einschränkte, dass es zu keinen weiteren Hinrichtungen kam.
Allerdings war der berühmte Mediziner Friedrich Hoffmann aus Halle noch zu Beginn des 18. Jahrhunderts von der Möglichkeit der Anhexung von Krankheiten durch Hexen in Verbindung mit den übernatürlichen Kräften des Teufels überzeugt.
Innerhalb der Habsburger Monarchie änderte sich die Beurteilung der Hexenprozesse mit dem Amtsantritt von Maria Theresia: diese sah Hexenprozesse sehr kritisch. Am Anfang ihrer Herrschaft änderte sich in der Praxis wenig, allerdings wurden die Prozesse wegen Zauberei deutlich weniger. Sie soll sich entrüstet über den Würzburger Hexenbrand von 1749 geäußert haben, bei der die adelige Nonne Maria Renata Singer ihr Leben auf dem Scheiterhaufen einbüßte. Entschieden griff die Herrscherin ab 1755 durch, sie beurteilte den Hexenglauben als Wahn und Ignoranz. Sie sagte in einer Resolution vom Juli 1756 eindeutig: „Das ist sicher, daß allein Hexen sich finden, wo die Ignoranz ist, mithin selbe zu verbessern, so wird keine Hexe mehr gefunden werden“. Eindeutig wurde dies auch in ihrer am 5. November 1766 erlassenen Landesordnung deutlich zum Ausdruck gebracht, in der Hexerei zwar nicht komplett ausgeschlossen wurde, jeder einzelne Fall ihr aber persönlich vorgelegt werden musste und nur sie das Urteil fällen durfte. Danach fanden in den habsburgischen Landen kaum noch Hexenprozesse statt.
Der Prozess des Umdenkens vollendete sich in den Zeiten der Aufklärung. Mit dem Abwenden der Rechtspraxis vom Eid und Gottesurteil hin zur Beweisbarkeit führte die Nichtbeweisbarkeit von übernatürlich entstandenem Schaden dazu, dass den Hexerei-Beschuldigungen nicht mehr nachgegangen wurde, obwohl Teile der Bevölkerung dies lange weiterhin forderten.
Die Straftatbestände, welche Zauberei, Magie und Ähnliches unter Strafe stellen, wurden abgeschafft.

## Interpretations- und Forschungsgeschichte
Die Hexenverfolgung wurde sowohl in der historischen Forschung als auch in der politischen Auseinandersetzung immer wieder thematisiert. Im frühen 19. Jahrhundert haben katholische Historiker hinter den Anklagen gegen die Kirche eine antiklerikale Verschwörung sehen wollen, so in Deutschland Jarcke und Mone. In Frankreich postulierte hingegen der Romantiker und antiklerikale Republikaner Michelet in „La Sorcière“, die Hexerei sei eine Art von Rebellion gegen die religiöse und soziale Unterdrückung durch die Katholische Kirche gewesen. Er hielt Feiern zum Hexensabbat für glaubwürdig und postuliert einen geheimen heidnischen Untergrundkult, der sich neben der Kirche erhalten und den diese bekämpft habe. Diese Idee nahm die britische Ägyptologin Margaret Murray (God of the Witches, 1921) auf, als sie einen jahrhundelang diszipliniert erhaltenen heidnischen Fruchtbarkeitskult um Dianus oder Janus konstruierte. Mit „Witchcraft in the Middle Ages“ führte Jeffrey B. Russell (Witchcraft in the Middle Ages: Narrative as a Socially Symbolic, 1972) dies weiter aus unter Nutzung von Entdeckungen des Italieners Carlo Ginzburg in „I Benandanti“ (1966), der in Friaul das Weiterleben volkstümlicher antiker Traditionen im christlichen Gewand nachgewiesen hatte. Für Spanien hat Julio Baroja (Die Hexen und ihre Welt, 1967) in den Provinzen Biskaya und Guipúzcoa die Verbindung von Hexenglauben und einer Gebirgsgottheit Mari aufgezeigt. Diese Indizien unterstützen das ältere Urteil Freuds, dass unter einer „dünnen Tünche von Christentum“ die Christen blieben, was „ihre Ahnen waren, die einem barbarischem Polytheismus huldigten“. Keith Thomas (1971) konnte ähnliche Ergebnisse in England finden, doch sah er anders als Russell und Murray kein strukturiertes System dahinter, mit geheimen Treffen der Führer und Schulung.
Auch im Gefolge des preußischen Kulturkampfes wurde die katholische Kirche als alleinige Urheberin der Hexenverfolgung beschuldigt und zudem die Opferzahl mit bis zu 9 Millionen deutlich zu hoch angegeben; derzeit geht man von etwa 40.000 bis 60.000 Toten aus (siehe Zahl der Opfer).
In der Zeit des Nationalsozialismus trieben hauptsächlich das Amt Rosenberg und die Forschungsgemeinschaft Deutsches Ahnenerbe der SS die Hexenforschung voran. Dabei stellte etwa Alfred Rosenberg den Hexenglauben als ursprünglich orientalischen und somit „artfremden“ Aberglauben hin, der von der katholischen Kirche nach Deutschland eingeschleppt worden sei. Vonseiten der SS wurden die Hexen dagegen zu Vertretern einer altgermanischen Urreligion stilisiert, die von der Kirche bekämpft worden sei. Der Religionswissenschaftler Otto Huth sah die Hexenprozesse in der Tradition einer Verdrängung der germanischen weisen Frauen: „Die Seherin starb – der judaistische Priester zog ein.“ Heinrich Himmler dramatisierte diese Sicht in einer Rede in Goslar 1935, als er ausrief:

„Wir sehen, wie die Scheiterhaufen aufloderten, auf denen nach ungezählten Zehntausenden die zermarterten und zerfetzten Leiber der Mütter und Mädchen unseres Volkes im Hexenprozess zu Asche brannten.“

Himmler bemühte sich außerdem, Juden und Homosexuelle, die im katholischen Klerus zahlreich seien, verschwörungstheoretisch als Hintermänner der Hexenverfolgung hinzustellen. Beide Positionen hatten deutlich antiklerikale Spitzen, rivalisierten innerhalb der nationalsozialistischen Polykratie aber scharf miteinander. Himmler versuchte 1935 mit einem „H[exen]-Sonderauftrag“, die Alleinverantwortung für alle weitere Hexenforschung im NS-Staat dem Sicherheitsdienst des Reichsführers SS zuzuweisen, was aber nur teilweise gelang. Im 1939 gegründeten Reichssicherheitshauptamt gab es dafür eine eigene Dienststelle unter Rudolf Levin, der bereits im Jahr zuvor angefangen hatte, eine umfangreiche Hexenkartothek anzulegen. Einen anderen Ansatz verfolgte der österreichische Germanist Otto Höfler, der die Hexenverfolgung als ursprünglich positive Jagd auf „weibliche Dämonen“ durch germanische „ekstatischer Männerbünde“ deutete, die später von der Kirche pervertiert worden sei.
Vermutlich bereits im 19. Jahrhundert entwickelte sich die Vorstellung, die Hexenverfolgung sei eine organisierte Unterdrückung oder Vernichtung vorchristlicher, germanischer Kulte gewesen, die „weise Frauen“ praktiziert hätten. Die These wurde später zunächst von der völkischen Bewegung, dann auch von einzelnen Strömungen des Feminismus der 1960er und 1970er aufgegriffen und bildet bis heute die Grundlage verschiedener neuheidnischer und spirituell-feministischer Bewegungen.
Unter dem Vorzeichen des Feminismus wurde das Thema Hexenverfolgung verstärkt aufgegriffen. Teilweise wurde sie als „Krieg gegen alle Frauen“ interpretiert, bei dem es auch darum gegangen sei, sie aus beruflichen Positionen wieder hinauszudrängen, die sie z. B. in Kriegszeiten erlangt hatten und aus feministischer Sicht vom Patriarchat als Bedrohung gesehen wurde.
Die Bremer Sozialwissenschaftler Gunnar Heinsohn und Otto Steiger stellten in zwei sehr umstrittenen Büchern die These auf, die Hexenverfolgung sei eine Methode gewesen, mit der tradiertes geheimes Verhütungswissen unterdrückt wurde, um die Bevölkerung der neu entstehenden Territorialstaaten zu sichern. Zum Zweck der Repeuplierung, um die durch die Pestwellen ausgelösten dramatischen Bevölkerungsverluste auszugleichen, hätten Kirche und Staat Geburtenkontrolle kriminalisiert und als erste Maßnahme dieser Politik die weiblichen Experten für Geburtenkontrolle – die Hebammen-Hexen – verfolgen lassen. Sie führen dazu vor allem Zitate aus Werken an, die zur Anleitung der Hexenverfolgung verfasst wurden – dem Hexenhammer sowie aus einem Werk des auch als Hexentheoretiker geltenden Jean Bodin, La Démonomanie des Sorciers (lat. De Magorum Daemonomania, dt. Vom ausgelasnen wütigen Teuffelsheer). Hexenprozessakten schauten sich Heinsohn und Steiger dagegen nicht im Detail an. In der fachwissenschaftlichen Hexenforschung wurde dies zurückgewiesen. Die Annahme, Obrigkeit und Kirche hätten die Hexenverfolgung zentral gesteuert, gilt als Verschwörungstheorie.
Heute konzentriert sich die historische Erforschung des Themas vor allem auf landes- und regionalgeschichtliche Ansätze. Als neuer Ansatz in der modernen Erforschung der Hexenverfolgung in Europa gilt das Werk des US-Amerikaners H. C. Erik Midelfort. Demnach wurden Hexenverfolgungen von einem Großteil der Menschen mehr als nur toleriert. Statt der kirchlichen und weltlichen Obrigkeit die Initiative zuzuschreiben, wurden sie wesentlich von breiten Bevölkerungsschichten gefordert und eigenhändig organisiert. Dagegen trug ein straff organisierter Justizapparat dort, wo er in Einzelstaaten wirksam war, erheblich dazu bei, die gröbsten Auswüchse zu verhindern.

## Reaktionen im 20./21. Jahrhundert

### Kirchen
- 1997 hat die Synode der Evangelisch-Lutherischen Kirche in Bayern eine Stellungnahme zur Mitverantwortung der Kirche an den Hexenprozessen veröffentlicht.[115]
- Gottesdienste für die Opfer der Hexenverfolgung gab es in vielen Städten.[116][117]
- In der Vergebungsbitte[118] Mea culpa von Papst Johannes Paul II. im Heiligen Jahr 2000 wurden von Kardinal Joseph Ratzinger, Präfekt der Kongregation für die Glaubenslehre, die Worte gesprochen: dass auch Menschen der Kirche im Namen des Glaubens und der Moral in ihrem notwendigen Einsatz zum Schutz der Wahrheit mitunter auf Methoden zurückgegriffen haben, die dem Evangelium nicht entsprechen. Dies wird in Kommentaren als eine Entschuldigung der Kirche für die Hexenverfolgungen gedeutet, obwohl das Wort „Hexenprozess“ nicht genannt wird.[119]
- Die deutschen Dominikaner haben im Jahr 2000 ausdrücklich die Fehler ihrer Vorgänger bei der Hexenverfolgung benannt; vgl. dazu „Dominikaner und Inquisition heute“.
- Ruedi Reich, Kirchenratspräsident der Evangelisch-reformierten Landeskirche des Kantons Zürich, forderte am 9. September 2001 zu dem Wasterkinger Hexenprozess:[120] Die Ereignisse von 1701 sind ein Unrecht, welchem sich auch die reformierte Zürcher Kirche zu stellen hat. Hier haben sich Menschen am Evangelium versündigt, weil sie sich an wehrlosen Menschen versündigt haben.
- Stellungnahme des Salzburger Erzbischofs Alois Kothgasser 2009 zum Prozess um die „Hexe“ von Mühldorf 1749/50:[121] Der Justizmord an Maria Pauer, die im letzten Prozess dieser Art auf dem Boden des damaligen Erzstiftes Salzburg als „Hexe“ verurteilt worden ist, stellt ein entsetzliches Verbrechen dar, in welches auch die Kirche von damals nicht nur aufgrund der handelnden Personen hinein verwoben ist. Es gibt daran nichts zu beschönigen, sondern sich der unmenschlichen geschichtlichen Wirklichkeit zu stellen und Gott und die Menschen um Vergebung für diese Gräueltat zu bitten.
- 2012 gab die evangelische Lippische Landeskirche eine Erklärung zum Thema Hexenverfolgung heraus.[122]
- Der Bamberger Erzbischof Ludwig Schick rehabilitierte die Opfer der Hexenprozesse im Hochstift Bamberg 2012.[123][124]
- Evangelischer Kirchenkreis Soest (Ev. Kirche von Westfalen) zur Hexenverfolgung 20. November 2013.[125]
- Evangelischer Kirchenkreis Hattingen-Witten (Ev. Kirche von Westfalen) 2014 zur Rehabilitierung der Opfer der Hexenprozesse.[126]
- Der Kirchensenat der Evangelisch-Lutherischen Landeskirche Hannovers veröffentlichte am 18. September 2015 eine Stellungnahme über „das Unrecht, über das Versagen von Theologen der reformatorischen Kirchen“, als in den Hexenverfolgungen „unschuldige Menschen zu Tode gebracht wurden“, und hat eine „soziale Rehabilitation der Opfer der Hexenprozesse“ ausgesprochen.[127]
- Im Namen des Rates der Evangelischen Kirche in Deutschland nahm dessen Vorsitzender, Landesbischof Heinrich Bedford-Strohm, am 17. Februar 2016 Stellung zur Mitverantwortung der Kirche an den Hexenprozessen und zur Rehabilitierung der Opfer der Hexenverfolgungen: Die Hexenverfolgungen waren „ein schlimmes Unrecht, an dem sich auch die Kirchen und zahlreiche ihrer Vertreter schuldig gemacht haben“.[128]
- Papst Franziskus prangerte in einer Messe am 11. April 2016 Hexenverfolgungen und Ketzerverbrennungen als Unrecht an.[129][119]

### Rehabilitierung der Opfer durch Kommunen
Eine wachsende Zahl von europäischen Städten hat seit den 1990er-Jahren eine offizielle moralische Rehabilitierung der wegen Hexerei verurteilten Menschen ausgesprochen.

#### Deutschland

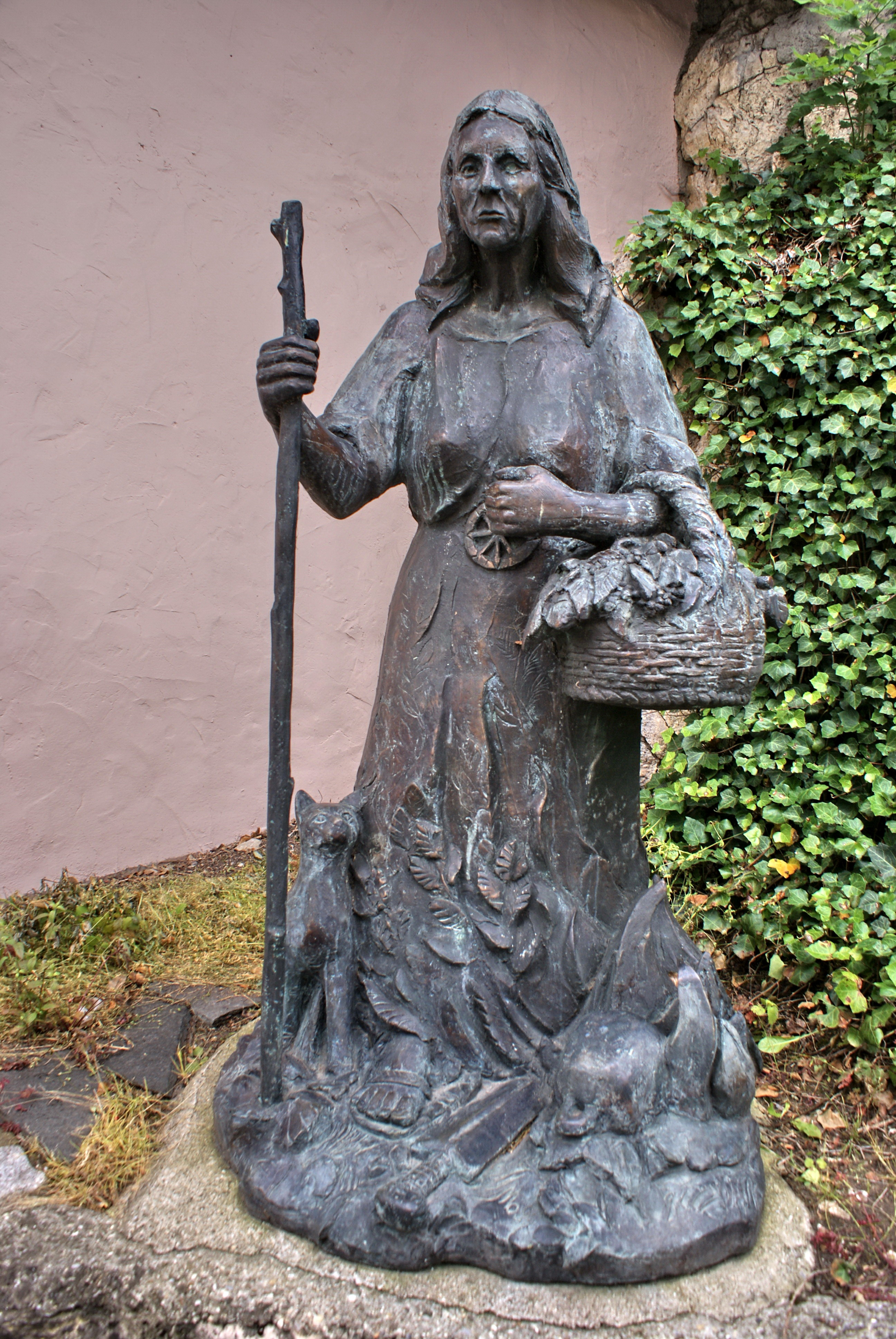
1994 errichtete Skulptur zur Erinnerung an die als „Hexe“ hingerichtete Bader-Ann in Veringenstadt (Künstlerin: Monika Geiselhart (Reutlingen))

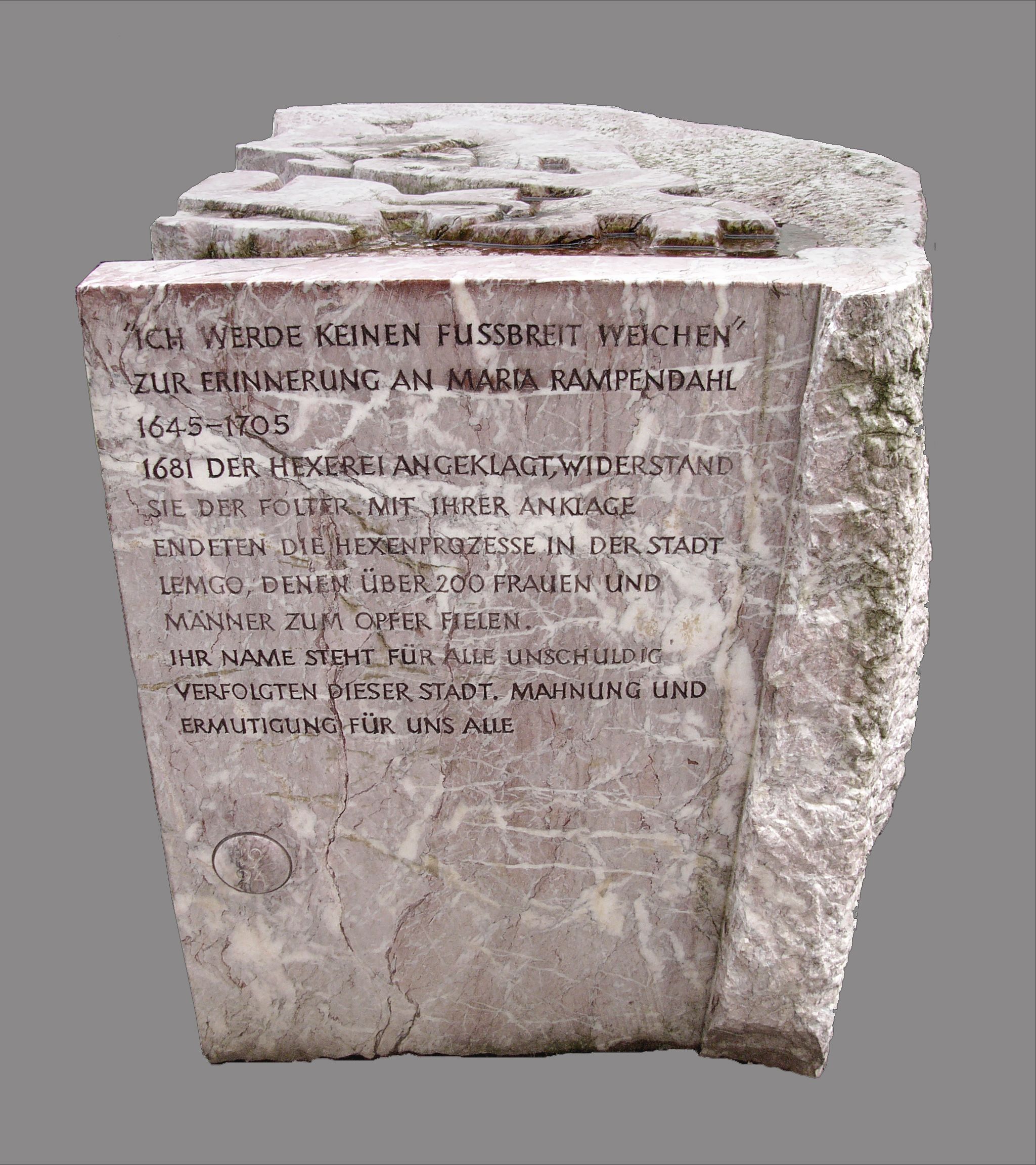
Denkmal für Maria Rampendahl an der Kirche St. Nicolai in Lemgo

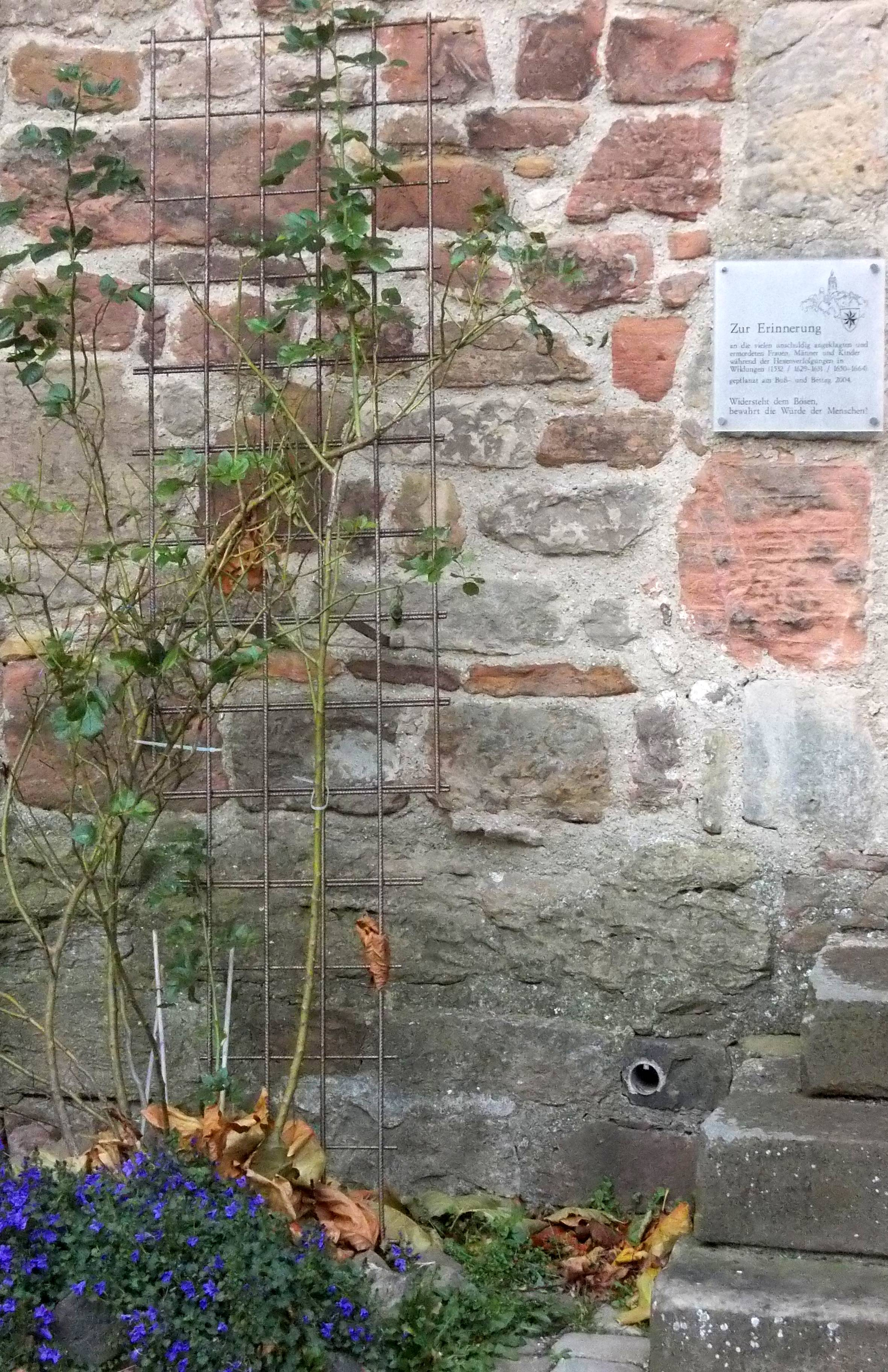
„Widersteht dem Bösen, bewahrt die Würde der Menschen!“ – Erinnerung an die Opfer der Hexenverfolgung in Bad Wildungen

- Bensberg: 1990 Gedenktafel am Rathaus Bensberg für die Frauen, die unschuldig als Hexen verhöhnt, gefoltert und hingerichtet wurden.[131]
- Winterberg: Bürgermeister Braun, Heimat- und Geschichtsverein und Vertreter der beiden Kirchen weihten am 19. November 1993 eine Gedenkstätte am Rathaus ein. Winterberg rehabilitierte als erste Stadt in Deutschland die Opfer der Hexenprozesse.[132]
- Veringenstadt: 1994 errichtete die Aktionsgemeinschaft Strübhaus eine Skulptur zur Erinnerung an die als „Hexe“ hingerichtete Bader-Ann. Die Enthüllung erfolgte im Rahmen des Veringer Forums „Hexenwahn. Stand der Forschung“ am 8. Juni 1994.lpb-bw.de
- Idstein: Einweihung einer Gedenktafel am Hexenturm am 22. November 1996 durch Bürgermeister Hermann Müller und Vertreter der Kirchen. Am 6. November 2014 beschloss das Stadtparlament Idstein einstimmig die moralisch-sozialethische Rehabilitierung der Opfer der Hexenprozesse aus Idstein.[133]
- Kempten (Allgäu): In Kempten wurde als Erinnerungsort für Anna Maria Schwegelin an der Südostseite des Residenzgebäudes der ehemaligen Benediktinerabtei am 27. Juni 2002 ein nach ihr benannter Brunnen mit Gedenktafel auf einem Sockel daneben eingeweiht. Die Errichtung des Brunnens wurde durch die Kemptener Frauenliste initiiert und finanziell unterstützt.[134]
- Semlin: Bürgermeister Alfred Mantau und der Ortsbeirat erklärten die Verfolgung der Anna Rahns 1672 zu Unrecht und enthüllten am 27. Juli 2002 das erste Hexendenkmal in den neuen Bundesländern.
- Kammerstein und Barthelmesaurach am 24. November 2002 bzw. 23. November 2003 durch Bürgermeister Walter Schnell und Vertreter der Kirchen.[135]
- Bad Wildungen: Am Buß- und Bettag 2004 wurde an der Evangelischen Stadtkirche in Bad Wildungen eine Rose gepflanzt und eine Erinnerungstafel angebracht: „Widersteht dem Bösen, bewahrt die Würde der Menschen! – Erinnerung an die Opfer der Hexenverfolgung“.
- Eschwege: Bürgermeister Jürgen Zick im Namen der Stadt und Synode des Evangelischen Kirchenkreises Eschwege am 30. Oktober 2007.
- Hofheim am Taunus: Beschluss der Stadtverordnetenversammlung am 3. November 2010.[136]
- Im Jahr 2011 folgten Rüthen, Hilchenbach, Hallenberg, Düsseldorf, Sundern (Sauerland),[137] Menden (Sauerland),[138] Werl und Suhl.
- Im Jahr 2012 sprachen die Städte Bad Homburg vor der Höhe,[139] Rheinbach, Detmold, Köln,[140] Osnabrück[141] und Büdingen[142] eine Rehabilitierung der Opfer der örtlichen Hexenprozesse aus.
- Am 18. Juni 2012 erklärte der Stadtrat von Lemgo, dass er durch seinen Beschluss zur Errichtung des „Steins des Anstoßes“ (Denkmal für Maria Rampendahl – siehe Foto) vom 20. Januar 1992 die Opfer der Hexenprozesse rehabilitiert habe.[143]
- Der Rat der Stadt Soest hat am 27. Februar 2013 eine Rehabilitierung der Opfer der Hexenverfolgung ausgesprochen.[144]
- Der Rat der Stadt Freudenberg (Siegerland) am 19. April 2013.
- Der Rat der Stadt Rehburg-Loccum hat am 25. September 2013 einen Beschluss zur sozialethischen Rehabilitierung der Opfer der Hexenprozesse gefasst.[145]
- Der Rat der Lutherstadt Wittenberg hat am 30. Oktober 2013 eine sozialethische Rehabilitierung der Opfer der Hexenverfolgung ausgesprochen.[146]
- Der Rat der Stadt Datteln hat am 18. Dezember 2013 einstimmig den Beschluss gefasst, die Opfer der Hexenprozesse sozialethisch zu rehabilitieren. Viele Todesurteile aus dem Vest Recklinghausen wurden auf Schloss Horneburg gesprochen.[147]
- Der Rat der Stadt Horn-Bad Meinberg: sozialethische Rehabilitierung der Opfer der Hexenprozesse am 10. April 2014.[148]
- Oberbürgermeister Klaus Jensen der Stadt Trier: Gedenkveranstaltung am 30. April 2014 für die Opfer der Hexenverfolgungen.[149]
- Zur sozialethisch-moralischen Rehabilitierung der Opfer der Hexenprozesse erfolgten Beschlüsse der Stadträte von Witten 2014[150] und Dortmund 2014.[151]
- Schleswig: Gedenkgottesdienst mit Bürgermeister Arthur Christiansen und der evangelischen Domgemeinde für die Opfer der Hexenverfolgung am 21. November 2014.[152]
- Lippstadt 2015,[153] Wemding 2015,[154] Blomberg 2015,[155] Rottweil 2015[156][157]
- Bamberg: Der Rat der Stadt hat am 29. April 2015 einen Beschluss zu den Hexenprozessen im Hochstift Bamberg gefasst und einen Text für eine Gedenktafel am Denkmal hinter Schloss Geyerswörth beschlossen: „Im Hochstift Bamberg wurden im 17. Jahrhundert etwa 1000 Frauen, Männer und Kinder unschuldig angeklagt, gefoltert und hingerichtet.“[158]
- Gelnhausen 2015,[159] Balve 2015,[160] Bad Laasphe 2015,[161] Barntrup 2015,[162] Bad Saulgau 2015,[163][164] Schlangen 2015,[165][166] Gadebusch 2015,[167] Hattersheim am Main 2015,[168] Kriftel 2016,[169] Schwerin 2016,[170] Buxtehude 2016,[171] Neuerburg 2016,[172] Wiesensteig 2017,[173] Bernau bei Berlin 2017,[174] Ahlen 2017,[175] Marburg 2018,[176] Sindelfingen 2019,[177] Horb am Neckar 2019,[178] Bodenheim: Der Gemeinderat beschloss in seiner Sitzung vom 23. Februar 2021 die Rehabilitierung der während der Hexenverfolgung zu Unrecht gefolterten und getöteten Bodenheimer Bürgerinnen und Bürger,[179]

#### Schweiz
- 2001 hat Ruedi Reich, Kirchenratspräsident des Kantons Zürich/Schweiz, die Opfer des Wasterkinger Hexenprozesses theologisch rehabilitiert.
- 27. August 2008: Der Glarner Landrat rehabilitierte Anna Göldi, die „letzte Hexe Europas“, als Opfer eines Justizmords.
- Am 8. Mai 2009 lehnte das Freiburger Kantonsparlament die Motion der Kantonsregierung zur juristischen Rehabilitierung all jener ab, denen unter Folter Geständnisse abgepresst worden waren. Sie begründet die Ablehnung damit, dass der heutige Staat keine Verantwortung für Verbrechen des Ancien Régime trage. Anstelle einer juristischen Rehabilitierung sei eine moralische Rehabilitierung anzustreben. Knapp abgelehnt wurde ferner die Forderung nach einer historischen Aufarbeitung dieser Fälle. 2010 entschied die Stadt Freiburg, einen Platz nach Catherine Repond, der letzten zum Tode verurteilten Hexe des Kantons, stellvertretend für alle Justizopfer der Freiburger Hexenprozesse zu benennen.[180][181]
- 2013: Otto Sigg, Historiker und ehemaliger Leiter des Zürcher Staatsarchivs, hat die Originalquellen zu den Hexenprozessen mit Todesurteilen in der Stadt Zürich in einem Buch aufgearbeitet – zwischen 1478 und 1701 kosteten diese 75 Frauen und vier Männern das Leben. Vom Standort des heutigen Denkmals des Reformators Huldrich Zwingli bei der Wasserkirche wurden die der Hexerei Angeklagten zum Wellenbergturm überführt, eingesperrt und gefoltert, bevor sie bei lebendigem Leib verbrannt wurden. Sigg schlägt deshalb vor, an dieser Stelle eine Gedenktafel anzubringen.[182]
- 22. März 2019 Kanton Basel-Stadt/Schweiz: Einweihung der Gedenktafel für die Opfer der Hexenverfolgung. „Die Gedenktafel ist als Rehabilitierung im symbolischen Sinne zu verstehen.“[183]

#### Übriges Europa
- 31. Oktober 2004: Die schottische Stadt Prestonpans rehabilitierte in Anwesenheit von Nachfahren 81 hingerichtete Frauen.
- 2012: Nieuwpoort/ Belgien[184]
- 2021: Lier (Belgien) (Provinz Antwerpen)[185]

#### USA
- 17. Oktober 1711: Generalamnestie für die meisten Verurteilten von Salem (Massachusetts), USA.
- 1957 wurde die in Salem als Hexe gehängte Ann Pudeator für unschuldig erklärt.
- 31. Oktober 2001: Die Gouverneurin von Massachusetts unterzeichnete eine Unschuldserklärung für die fünf letzten Frauen der Salemer Hexenprozesse.

#### Gedenken für die Opfer der Hexenprozesse
In vielen Orten in Europa wurde durch Politiker und Bevölkerung ein Gedenken an die Opfer der Hexenprozesse angeregt in Form von Denkmälern, Gedenktafeln, Straßenschildern. In Deutschland erinnern Gedenktafeln etwa 100 Kommunen an die Hexenverfolgungen.
Im Haus der Geschichte in Dinkelsbühl ist eine Dauerausstellung zu Thema Hexenverfolgung zu sehen. Die Ausstellung beschäftigt sich sowohl mit regionalen Aspekten als auch mit dem Thema allgemein.
Im Dom zu Eichstätt wurde eine Gedenktafel für die Opfer der Hexenverfolgung im Hochstift Eichstätt angebracht.

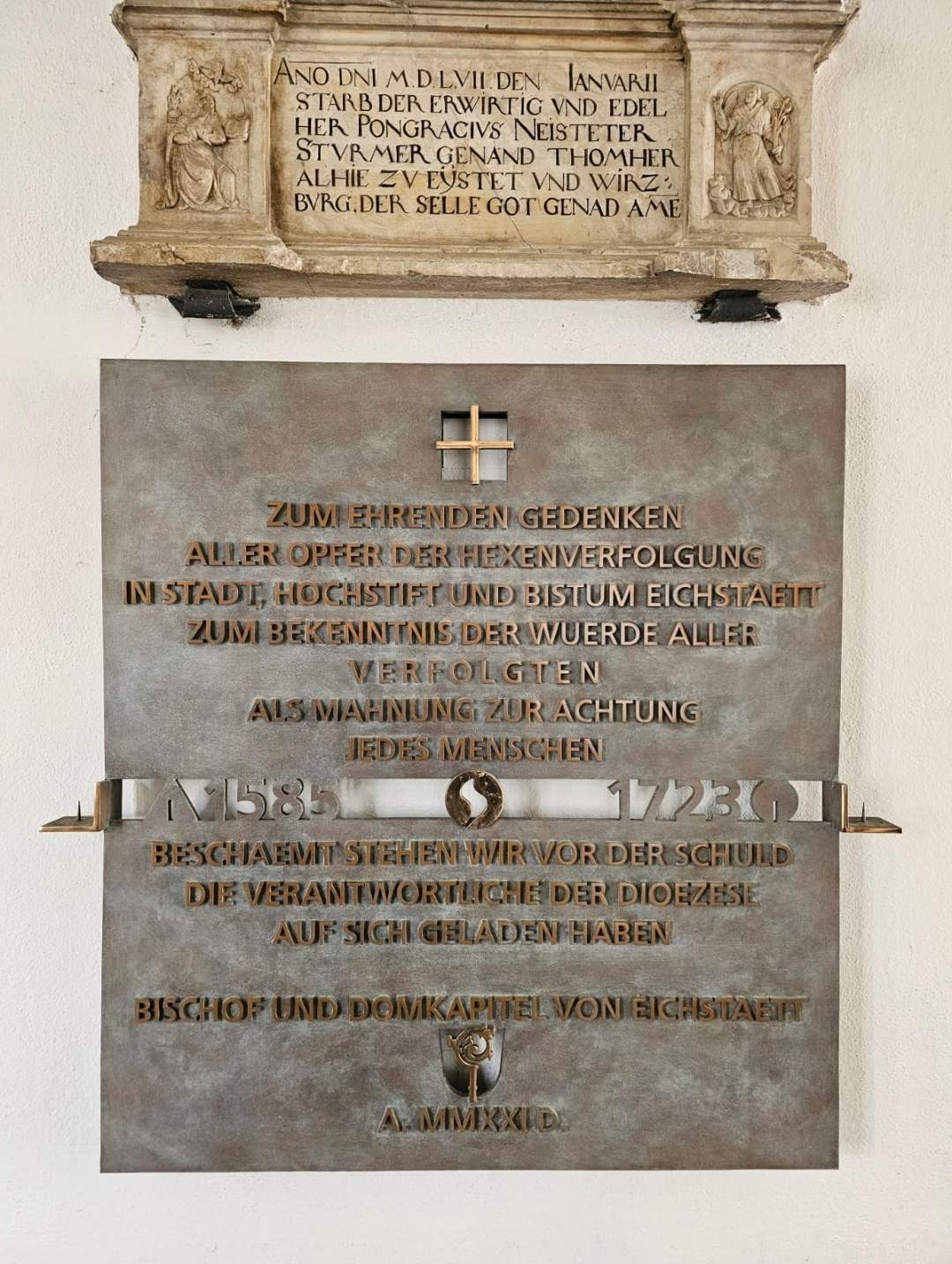
Gedenktafel im Dom zu Eichstätt

In Ellwangen findet sich neben einer Gedenkstätte auf dem Galgenberg (dem Hinrichtungsort der "Hexen") auch der Barbara-Stech-Weg (Im Ortsteil Rindelbach). Beides erinnert an die Hexenverfolgung in Ellwangen.

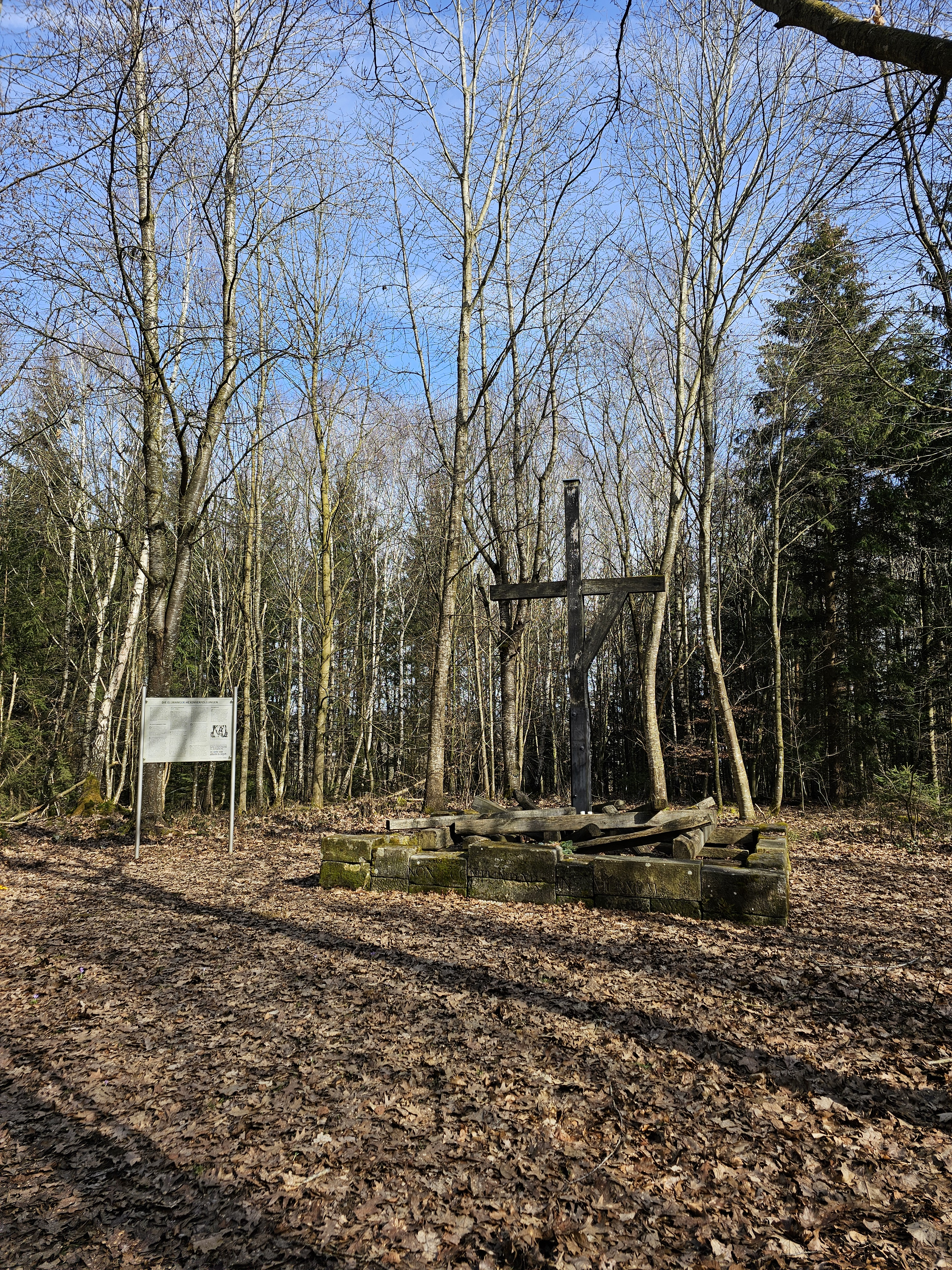
Mahnmal Galgenberg in Ellwangen

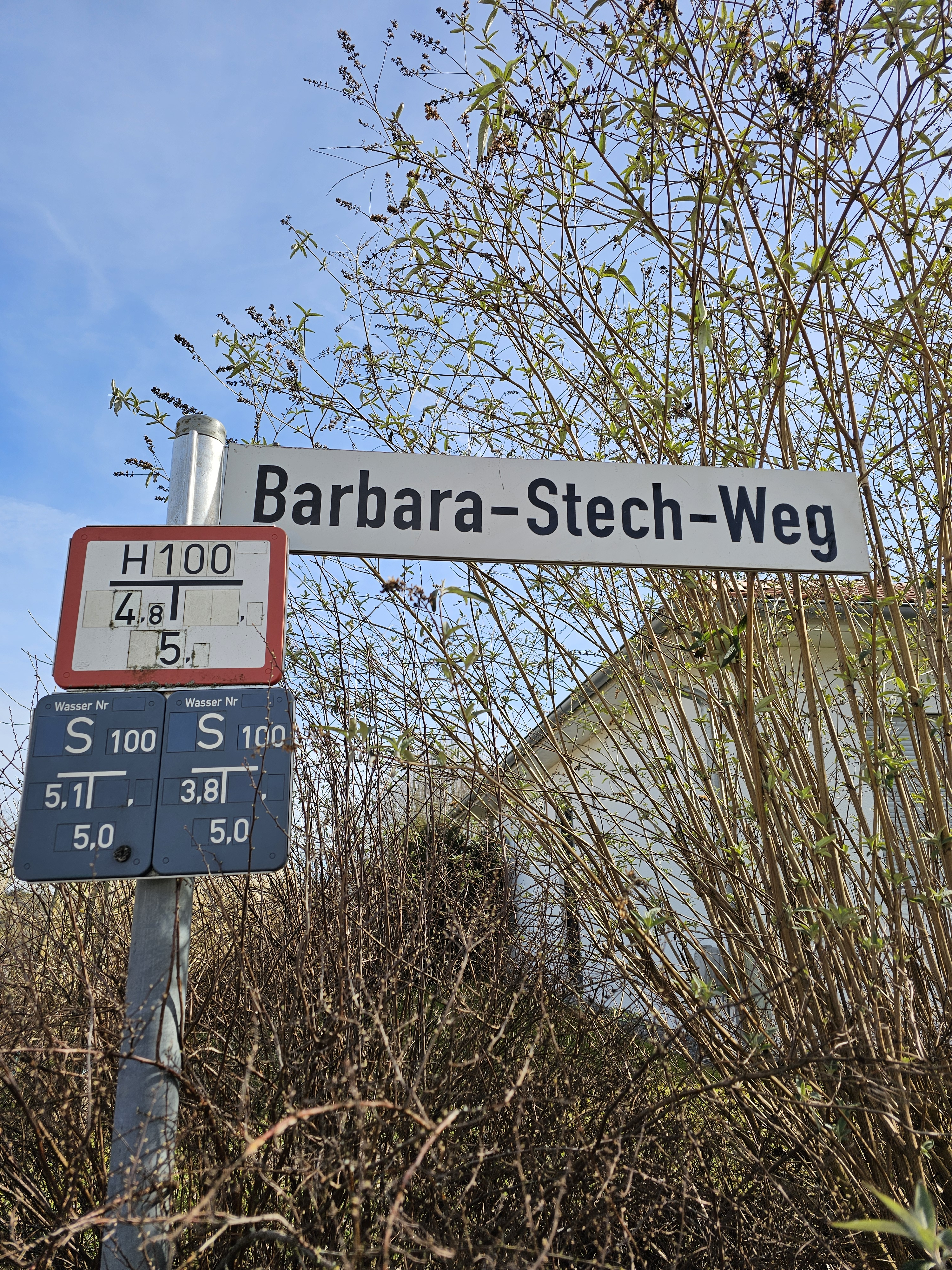
Der Weg ist nach Barbara Stech(lin) benannt, die als erste Rindelbacherin im Zuge der Hexenverfolgung 1611 in Ellwangen hingerichtet wurde

## Moderne Hexenverfolgung
Die Verfolgung von Hexen ist in vielen Ländern und Kulturen, z. B. in Amerika, Asien, Ozeanien und vor allem in Afrika, auch zu Beginn des 21. Jahrhunderts weiterhin gegeben.

### Bibliografien
- Wolfgang Behringer hat nicht die überarbeitete Fassung (von 2004) seiner Geschichte der Hexenforschung online verfügbar gemacht, sondern die Erstfassung von 1994: doi:10.22028/D291-23579
- Im November 2007 wurde die Dresdner Auswahlbibliographie zur Hexenforschung (DABHEX) (Gerd Schwerhoff) letztmals aktualisiert (PDF). Den Stand von 2001 gibt es als PDF.
- Bis 2012 sind die Ergebnisse des Witchcraft Bibliography Project Online (Jonathan Durrant) im Internet Archive dokumentiert.
- Ebenfalls von 2012 ist der jüngste Titel der Allgemeinen Bibliographie zu Hexenprozessen auf der Website Hexenprozesse in Kurmainz.
- Bis 2017 reicht die von Johannes Dillinger erstellte Bibliografie (siehe Sekundärliteratur).
- Für das Jahr 2017 wurde eine Bibliographie von Klaus Graf zusammengestellt: https://archivalia.hypotheses.org/70415.
- Nur englischsprachige Titel enthält A Bibliography of the Early Modern Witchhunts (Yvonne Petry) Juni 2018: https://www.academia.edu/36870512.
- Im Juni 2019 legten Burkhard Beyer und Christian Möller die erste Ausgabe ihrer (auch allgemeine Titel erfassende) Bibliographie zur Geschichte der Hexenverfolgungen in Westfalen und Lippe vor (PDF).

### Ausstellungskataloge
- Rosmarie Beier-de Haan (Hrsg.): Hexenwahn – Ängste der Frühen Neuzeit. Begleitband zur gleichnamigen Ausstellung des Deutschen Historischen Museums; Berlin … Ed. Minerva Farnung, Wolfratshausen 2002, ISBN 3-932353-61-7 (veränderte Online-Ausgabe).
- Thomas Hauschild, Heidi Staschen, Regina Troschke: Hexen. Katalog zur Ausstellung. Hochschule für bildende Künste, Hamburg 1979.

### Allgemeine Darstellungen
- Dieter R. Bauer mit Sönke Lorenz: Hexenverfolgung. Beiträge zur Forschung – unter besonderer Berücksichtigung des südwestdeutschen Raumes. Königshausen & Neumann, Würzburg 1995, ISBN 3-88479-820-0.
- Wolfgang Behringer: Hexen. Glaube, Verfolgung, Vermarktung (= Beck’sche Reihe. Band 2082). 7., aktualisierte Auflage. Beck, München 2020, ISBN 3-406-41882-1.
- Nicole Bettlé: Wenn Saturn seine Kinder frisst. Kinderhexenprozesse und ihre Bedeutung als Krisenindikator. Peter Lang Verlag, 2013, ISBN 978-3-0343-1251-6.
- Rainer Decker: Hexen. Magie, Mythen und die Wahrheit. Primus Verlag, Darmstadt 2004, ISBN 3-89678-329-7.
- Johannes Dillinger: Hexen und Magie. (= Historische Einführungen. Band 3). Campus, Frankfurt am Main / New York 2007; 2. Auflage ebenda 2018. Zusatzmaterial (Bibliografie auf dem Stand von 2007 und Quellen): campus.de. Bibliografie 2017 im Internet Archive
- Jonathan B. Durrant: Witchcraft, Gender, and Society in Early Modern Germany. Brill, Leiden 2007, ISBN 978-90-04-16093-4.
- Silvia Federici: Caliban und die Hexe. Frauen, der Körper und die ursprüngliche Akkumulation. Mandelbaum, Wien 2012, ISBN 978-3-85476-615-5.
- Christoph Gerst: Der Hexenprozess. Vom Erkennen einer Hexe bis zum Urteil. AV, Saarbrücken 2012, ISBN 978-3-639-42732-5.
- Michael Kunze: Straße ins Feuer. Vom Leben und Sterben in der Zeit des Hexenwahns. Kindler, München 1982, ISBN 3-463-00838-6.
- Brian P. Levack: Hexenjagd. Die Geschichte der Hexenverfolgungen in Europa (Beck’sche Reihe 1332). C. H. Beck, München 1999, ISBN 3-406-42132-6.
- Sönke Lorenz (Hrsg.): Himmlers Hexenkartothek. Das Interesse des Nationalsozialismus an der Hexenverfolgung. (Hexenforschung 4). Verlag für Regionalgeschichte, Bielefeld 2000, ISBN 3-89534-313-7.
- Lyndal Roper: Hexenwahn. Geschichte einer Verfolgung. C. H. Beck, München 2007, ISBN 978-3-406-54047-9 (kritische Rezension).
- Walter Rummel, Rita Voltmer: Hexen und Hexenverfolgung in der Frühen Neuzeit. Wissenschaftliche Buchgesellschaft, Darmstadt 2008, ISBN 978-3-534-19051-5; 2. Auflage ebenda 2012, ISBN 978-3-534-24585-7.
- Rolf Schulte: Hexenmeister. Die Verfolgung von Männern im Rahmen der Hexenverfolgung von 1530–1730 im alten Reich (Kieler Werkstücke. Reihe G: Beiträge zur frühen Neuzeit, 1, zugleich Dissertation an der Universität Kiel, 1999). Lang, Frankfurt am Main u. a. 2001, ISBN 3-631-37781-9.
- Gerd Schwerhoff: Strafjustiz und Gerechtigkeit in historischer Perspektive – das Beispiel der Hexenprozesse. In: Andrea Griesebner, Martin Scheutz, Herwig Weigl (Hrsg.): Justiz und Gerechtigkeit – Historische Beiträge (16.–19. Jahrhundert). Studien-Verlag, Innsbruck/Wien/München/Bozen 2002, ISBN 3-7065-1642-X.
- Werner Tschacher: Das Hexereistereotyp als Verschwörungstheorie und das Problem der Epochengrenze. In: Johannes Kuber, Michael Butter, Ute Caumanns, Bernd-Stefan Grewe, Johannes Großmann (Hrsg.): Von Hinterzimmern und geheimen Machenschaften. Verschwörungstheorien in Geschichte und Gegenwart (Im Dialog. Beiträge aus der Akademie der Diözese Rottenburg-Stuttgart 3/2020). S. 39–58.

#### Regional
- Wolfgang Behringer: Hexenverfolgung in Bayern: Volksmagie, Glaubenseifer und Staatsräson in der Frühen Neuzeit. R. Oldenbourg, München 1997, ISBN 3-486-53903-5.
- Matthias Blazek: Hexenprozesse – Galgenberge – Hinrichtungen – Kriminaljustiz im Fürstentum Lüneburg und im Königreich Hannover. Ibidem, Stuttgart 2006, ISBN 3-89821-587-3.
- Johannes Dillinger: Die Hexenverfolgung in Überlingen. Gmeiner Verlag, Meßkirch 2023, ISBN 978-3-8392-0345-3.
- Christoph Gerst: Hexenverfolgung als juristischer Prozess. Das Fürstentum Braunschweig-Wolfenbüttel im 17. Jahrhundert. Vandenhoeck & Ruprecht, Göttingen 2012, ISBN 978-3-89971-970-3.
- Peter Gbiorczyk: Zauberglaube und Hexenprozesse in der Grafschaft Hanau-Münzenberg im 16. und 17. Jahrhundert. Shaker, Düren 2021. ISBN 978-3-8440-7902-9.
- Claudia Kauertz: Wissenschaft und Hexenglaube. Die Universität Helmstedt 1576–1626. 2001, ISBN 3-89534-353-6.
- Joachim Lehrmann: Hexen- und Dämonenglaube im Lande Braunschweig. Lehrmann-Verlag, Lehrte 2009, ISBN 978-3-9803642-8-7.
- Monika Lücke, Dietrich Lücke: Ihrer Zauberei halber verbrannt. Hexenverfolgungen in der Frühen Neuzeit auf dem Gebiet Sachsen-Anhalts. Mitteldeutscher Verlag, Halle 2011, ISBN 978-3-89812-828-5.
- Friedrich Merzbacher: Die Hexenprozesse in Franken. 1957 (= Schriftenreihe zur bayerischen Landesgeschichte. Band 56); 2., erweiterte Auflage: C. H. Beck, München 1970, ISBN 3-406-01982-X.
- Erik Midelfort: Witch Hunting in Southwestern Germany 1562–1684. The Social and Intellectual Foundations, Stanford 1972.
- Katrin Moeller: Dass Willkür über Recht ginge. Hexenverfolgung in Mecklenburg im 16. und 17. Jahrhundert (Hexenforschung 10). Verlag für Regionalgeschichte, Bielefeld 2007, ISBN 978-3-89534-630-9.[193]
- Andreas Schmauder (Hrsg.): Frühe Hexenverfolgung in Ravensburg und am Bodensee. 2. Auflage. UVK, Konstanz 2017, ISBN 978-3-86764-463-1.
- Gerd Schwerhoff: Hexerei, Geschlecht und Regionalgeschichte. In: Gisela Wilbertz, Gerd Schwerhoff, Jürgen Scheffler (Hrsg.): Hexenverfolgung und Regionalgeschichte. Die Grafschaft Lippe im Vergleich (= Studien zur Regionalgeschichte. Bd. 4). Bielefeld 1994, S. 325–353.
- Otto Sigg: Hexenprozesse mit Todesurteil: Justizmorde der Zunftstadt Zürich. 2. Auflage. Selbstverlag, Zürich 2013, ISBN 978-3-907496-79-4.
- Manfred Wilde: Die Zauberei- und Hexenprozesse in Kursachsen. Böhlau Verlag, Köln/Weimar/Wien 2003, ISBN 3-412-10602-X.
- Manfred Wilde: Hexenprozesse in den anhaltischen Fürstentümern. In: Auf dem Weg zu einer Geschichte Anhalts. Mitteilungen des Vereins für Anhaltische Landeskunde, 21. Jahrgang 2012, Sonderband (Tagungsband). Köthen 2012, S. 133–157.